# Schloss Belvedere (Weimar)

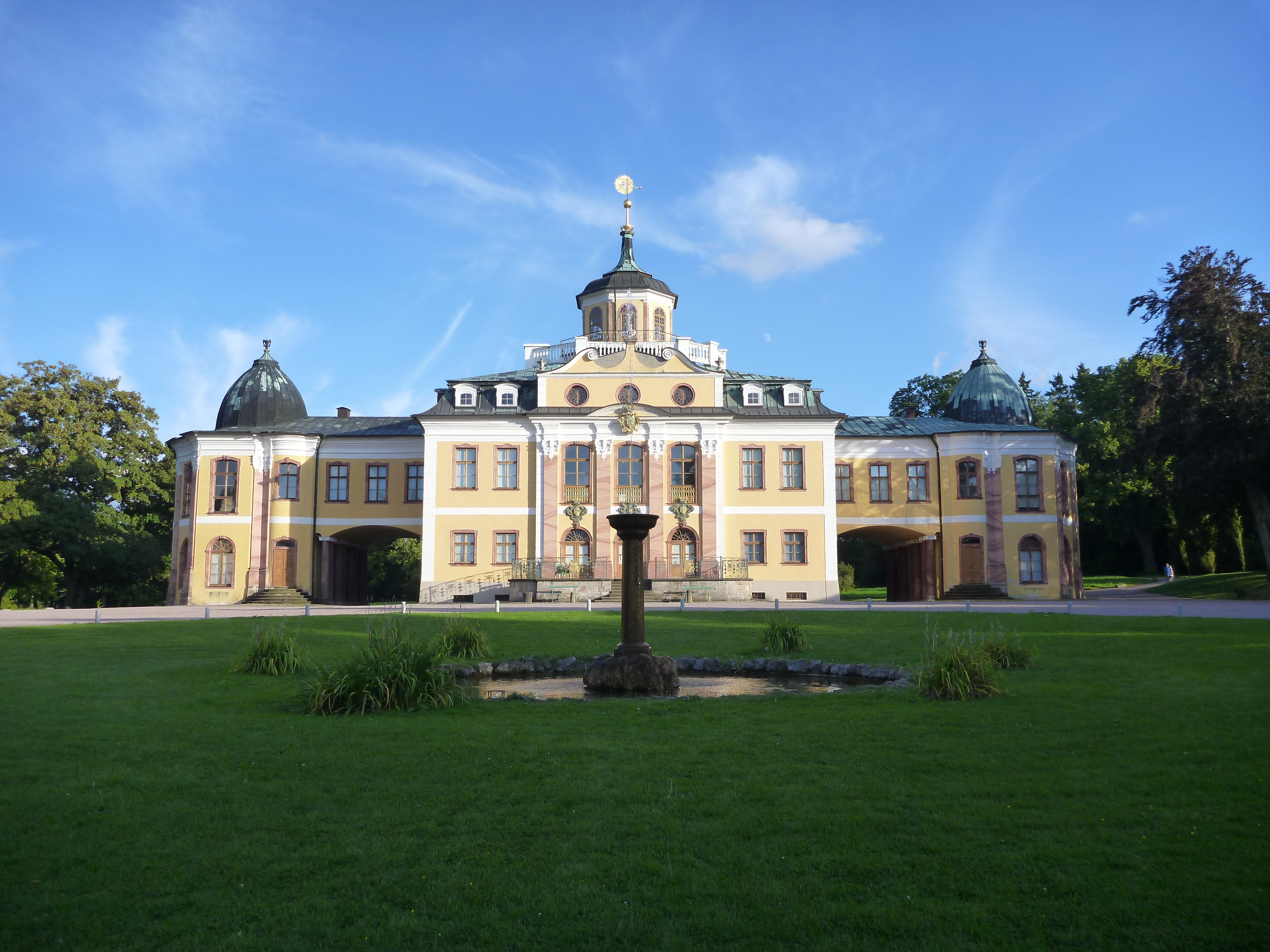
Schloss Belvedere

Das Schloss Belvedere ist die ehemalige Sommerresidenz der Herzöge und Großherzöge von Sachsen-Weimar-Eisenach in der thüringischen Stadt Weimar. Die Einflügelanlage wurde 1724–1748 durch Herzog Ernst August I. von Gottfried Heinrich Krohne im Rokokostil erbaut. Hervorzuheben sind der Graue Salon, der Westpavillon und der Festsaal. Als Teil des Ensembles Klassisches Weimar wurde das Schloss 1998 in die UNESCO-Welterbeliste eingeschrieben.

## Lage
Das Schloss mit seinen zahlreichen Nebengebäuden sowie einem Landschaftspark samt Orangerie befindet sich auf der Eichenleite bei Weimar, einer ca. vier Kilometer in südlicher Richtung vom Stadtzentrum entfernten Anhöhe. Man erreicht das Schloss über die repräsentative Belvederer Allee, die als geradlinige Achse vom Stadtzentrum direkt bis zur Eichenleite hinaufführt. Das Gelände der Schlossanlage fällt nach Norden hin ab und ermöglicht einen weiten Blick über die Stadt Weimar.

## Schloss Belvedere

### Anlage

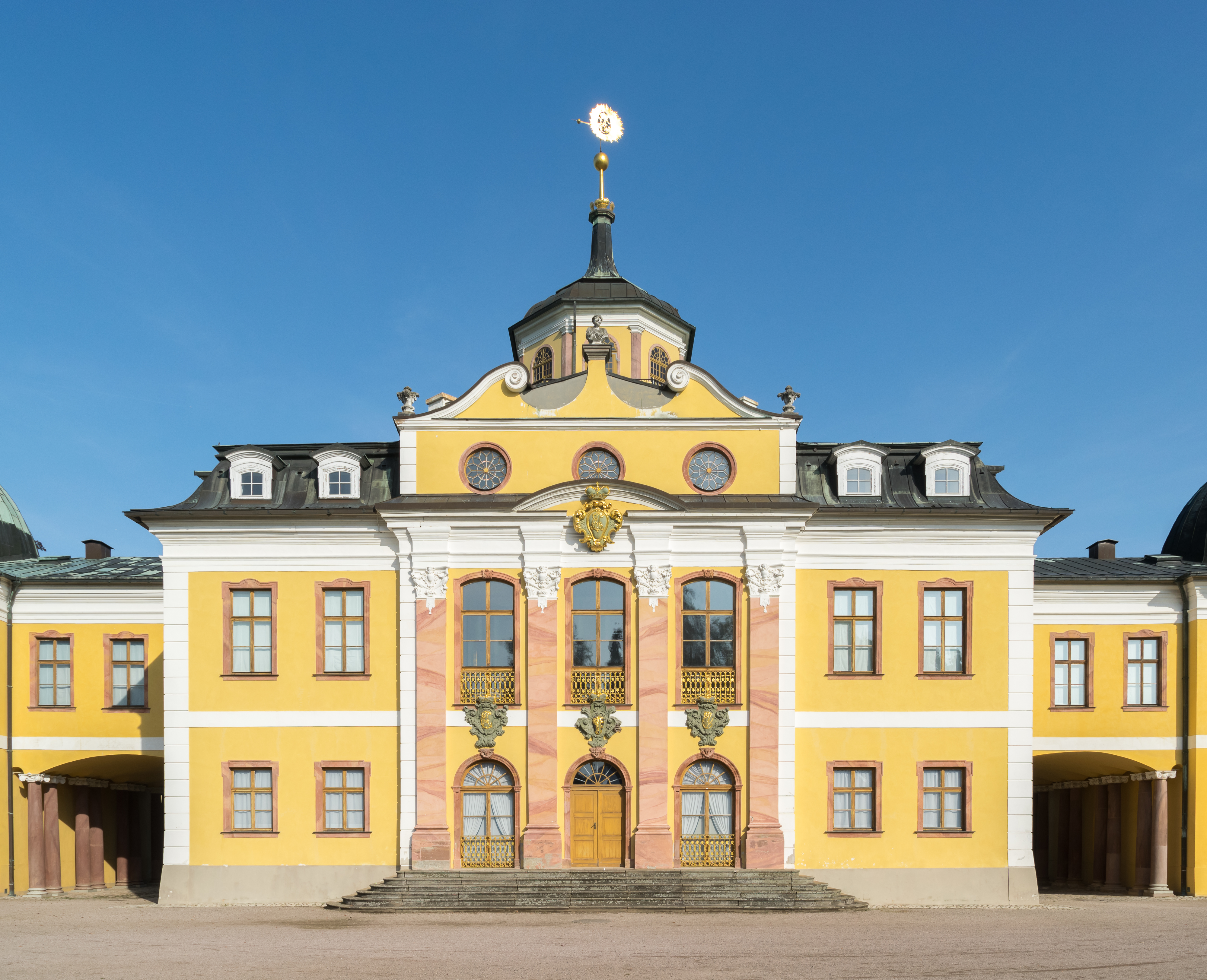
Südansicht des Schlosses

Das gelbfarbene Schloss ist in einen beherrschenden Mittelbau mit kleinem Aussichtsturm und in zwei seitliche Pavillons mit Kuppeln gegliedert, die jeweils auf acht Säulenpaaren ruhen. Es steht auf der Südseite eines runden Vorplatzes mit „Schlossfontäne“, um den sich auch die symmetrisch angelegten Kavaliershäuser gruppieren. Heute sind diese unter den Namen Beethovenhaus und Bachhaus im Osten sowie Mozarthaus und Haydnhaus im Westen bekannt. Den Mittelpunkt des Vorplatzes des Schlosses bildet die Schloßfontäne. Eine weitere wesentliche Begrenzung bildet die einstige Menagerie.
Im Innern des Schlosses ist der Zugangsbereich mit vier Bildern aus Fliesen im Delfter Blau ausgestattet, mit typischen holländischen Motiven wie Segelschiffe, Windmühlen usw. Dieses ist eine Zutat aus dem späten 19. Jahrhundert. Es gibt viele Fayencen auch aus früherer Zeit auf Belvedere, die vermutlich aus einheimischer Produktion stammen.
Das Turmzimmer im Corps de Logis, dem westlichen Pavillon, besitzt einen Aufzug, den „Tischlein deck dich“. Hier sind die Wände mit Fayencefließen um 1725/1730 bestückt.

Belvedere
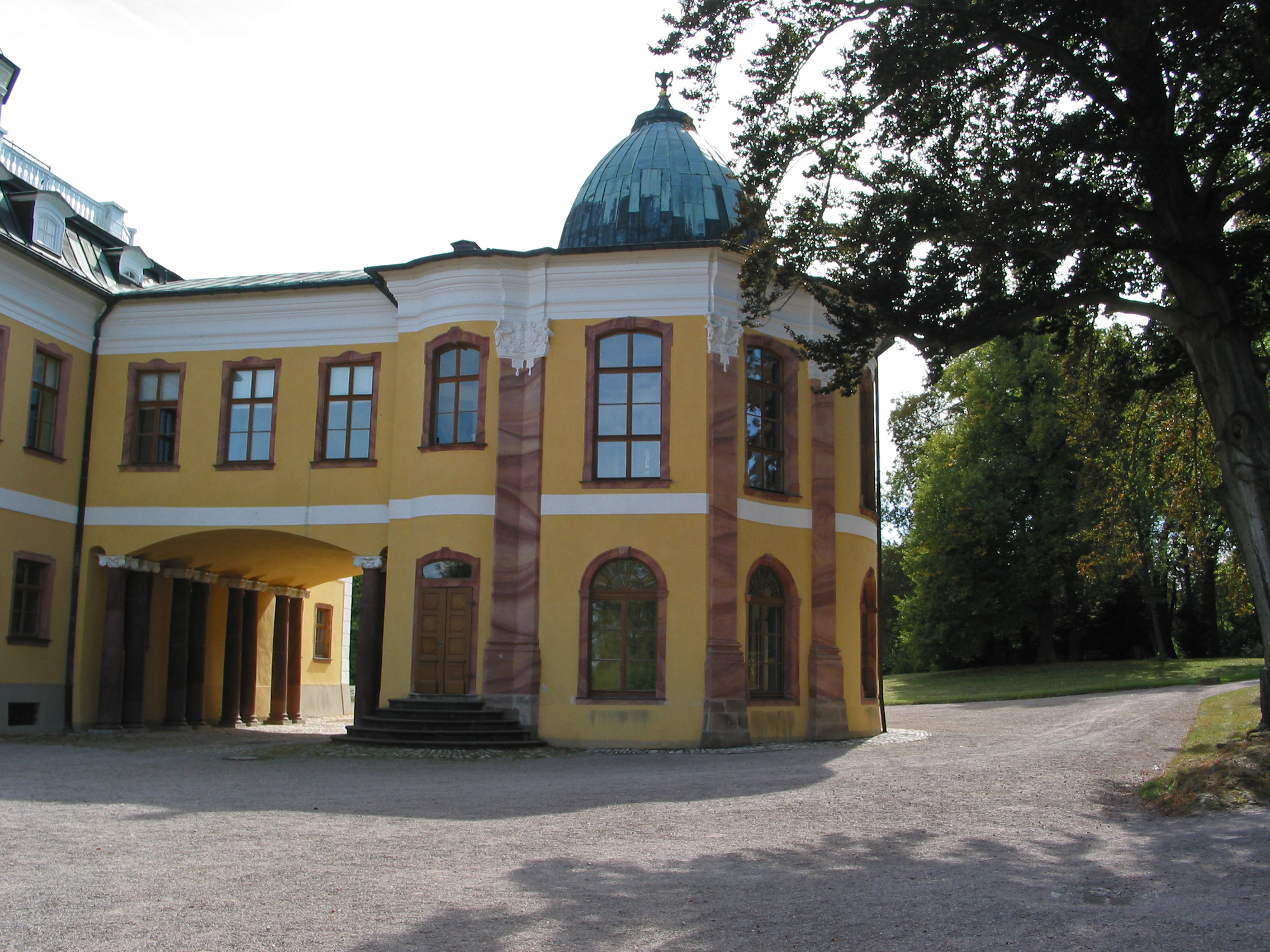
Westlicher Pavillon
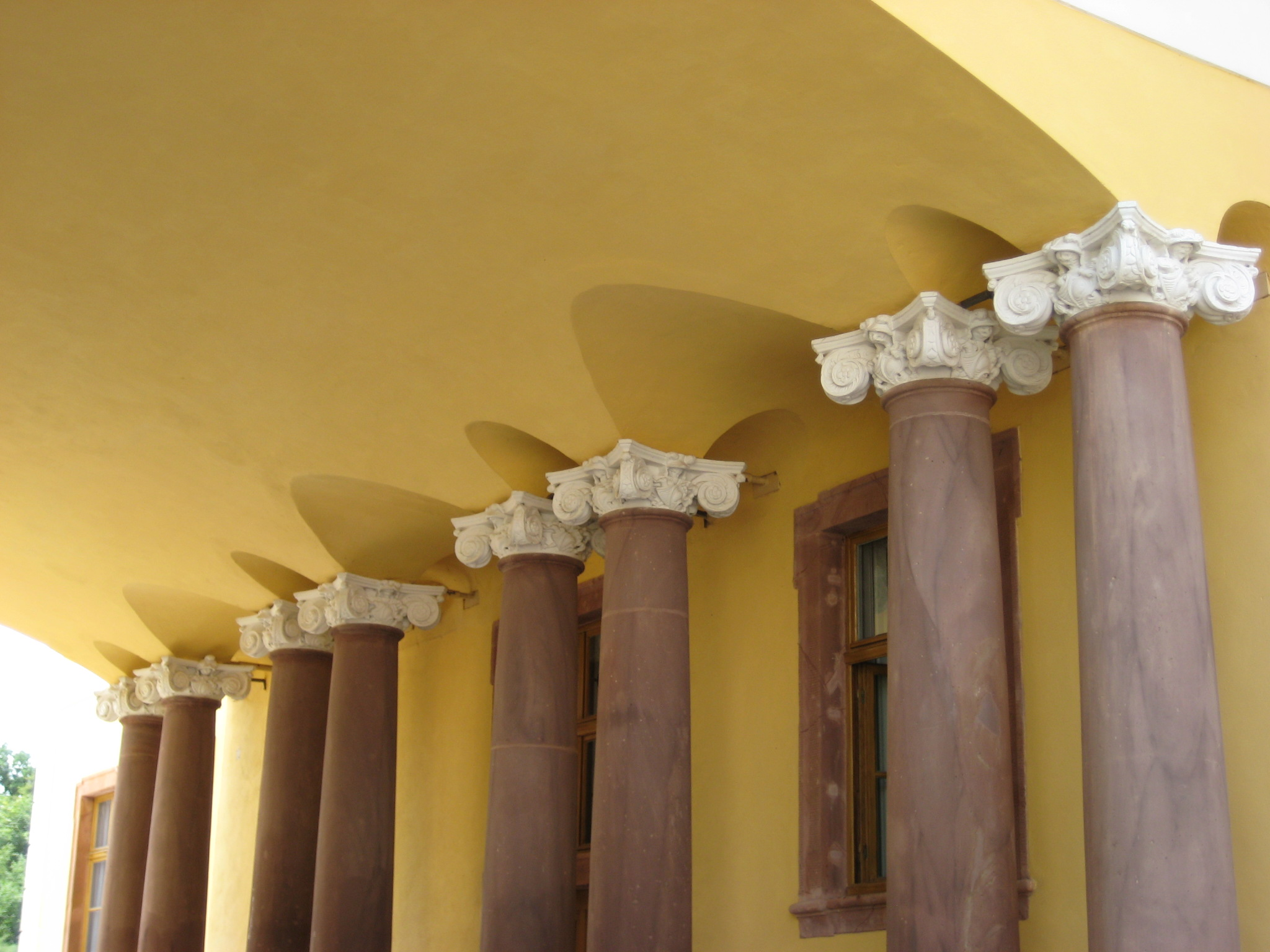
Westlicher Pavillon (Detail)
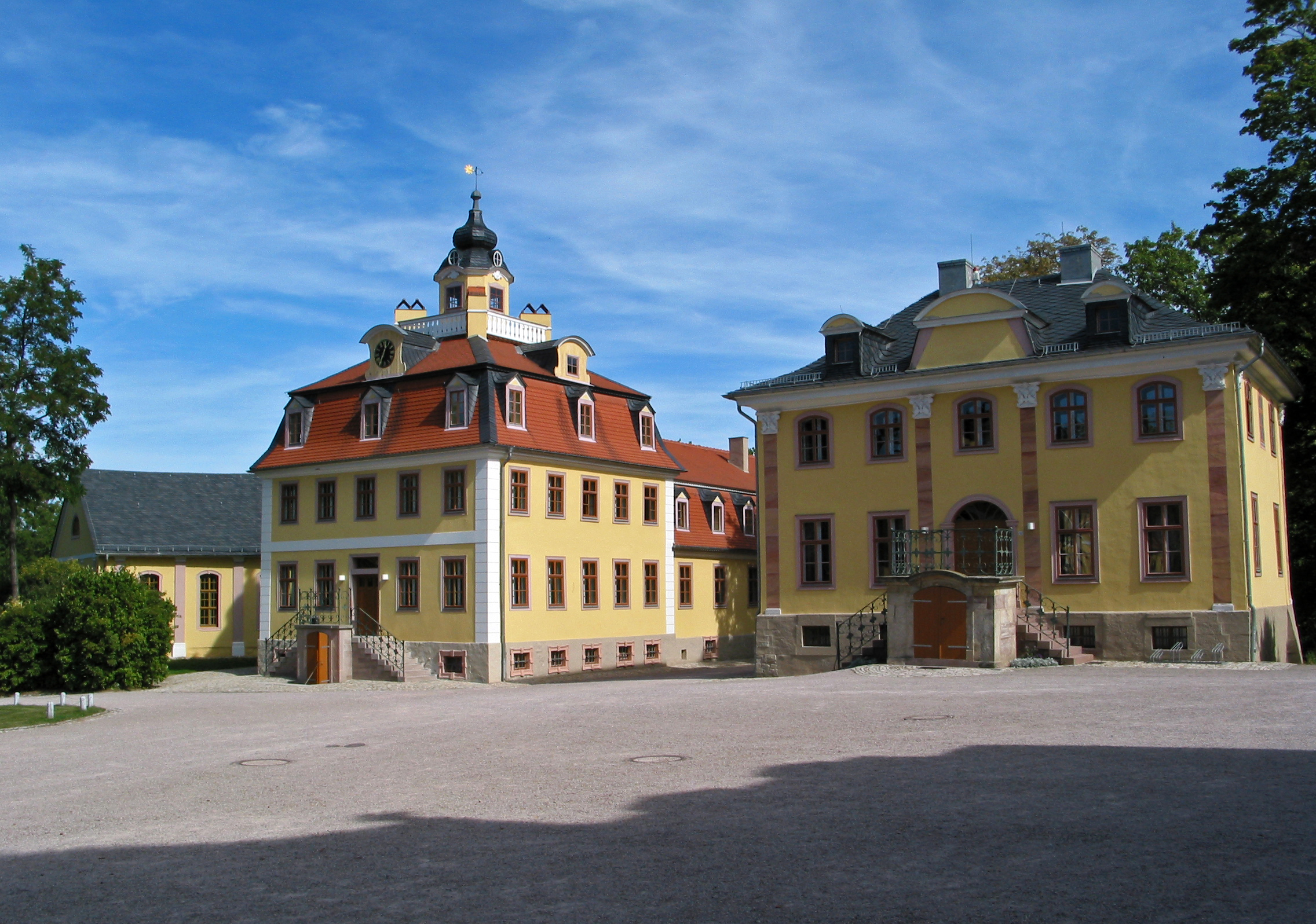
Kavaliershäuser (Ostseite)
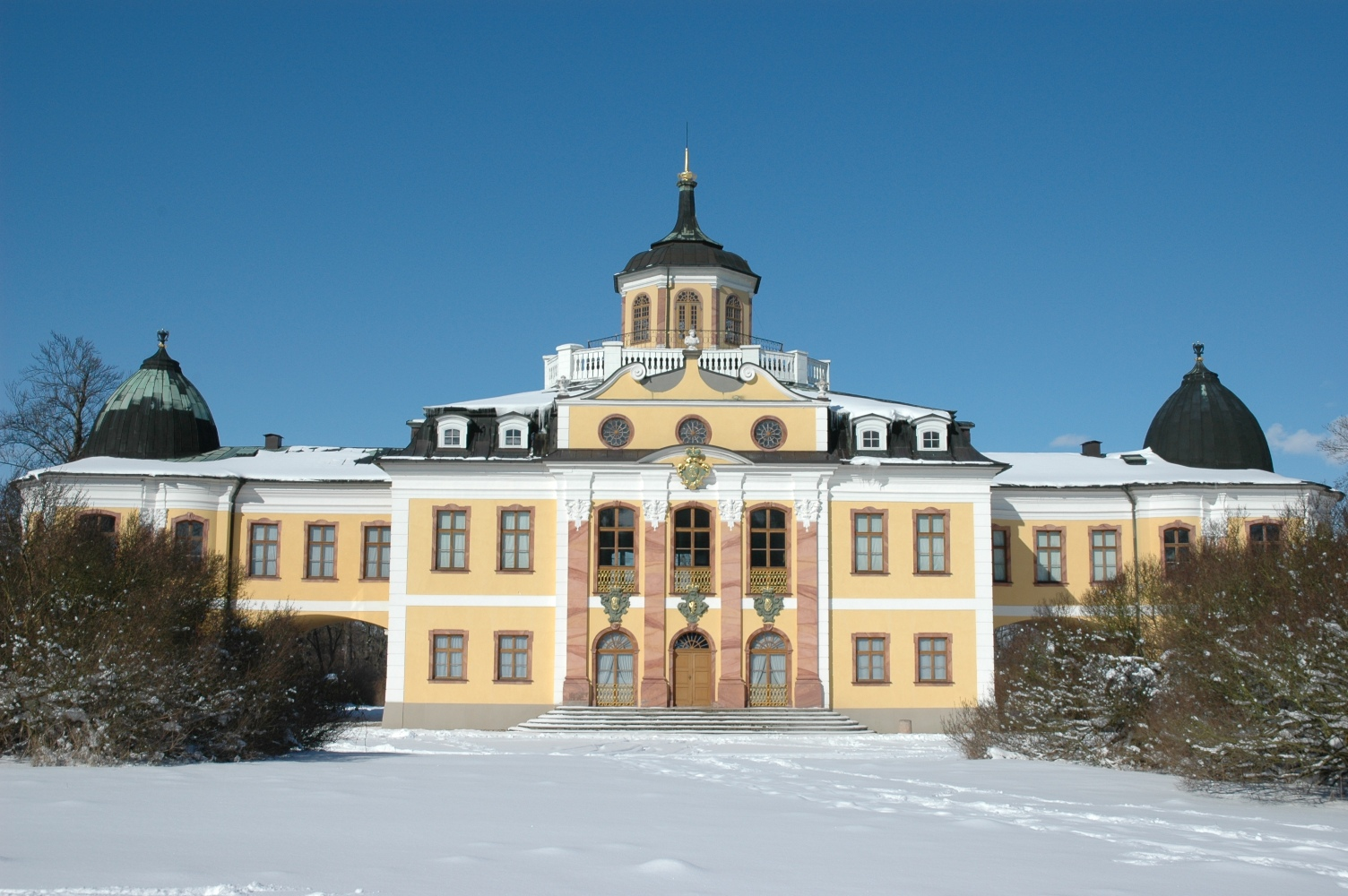
Schloss Belvedere im Winter

### Geschichte

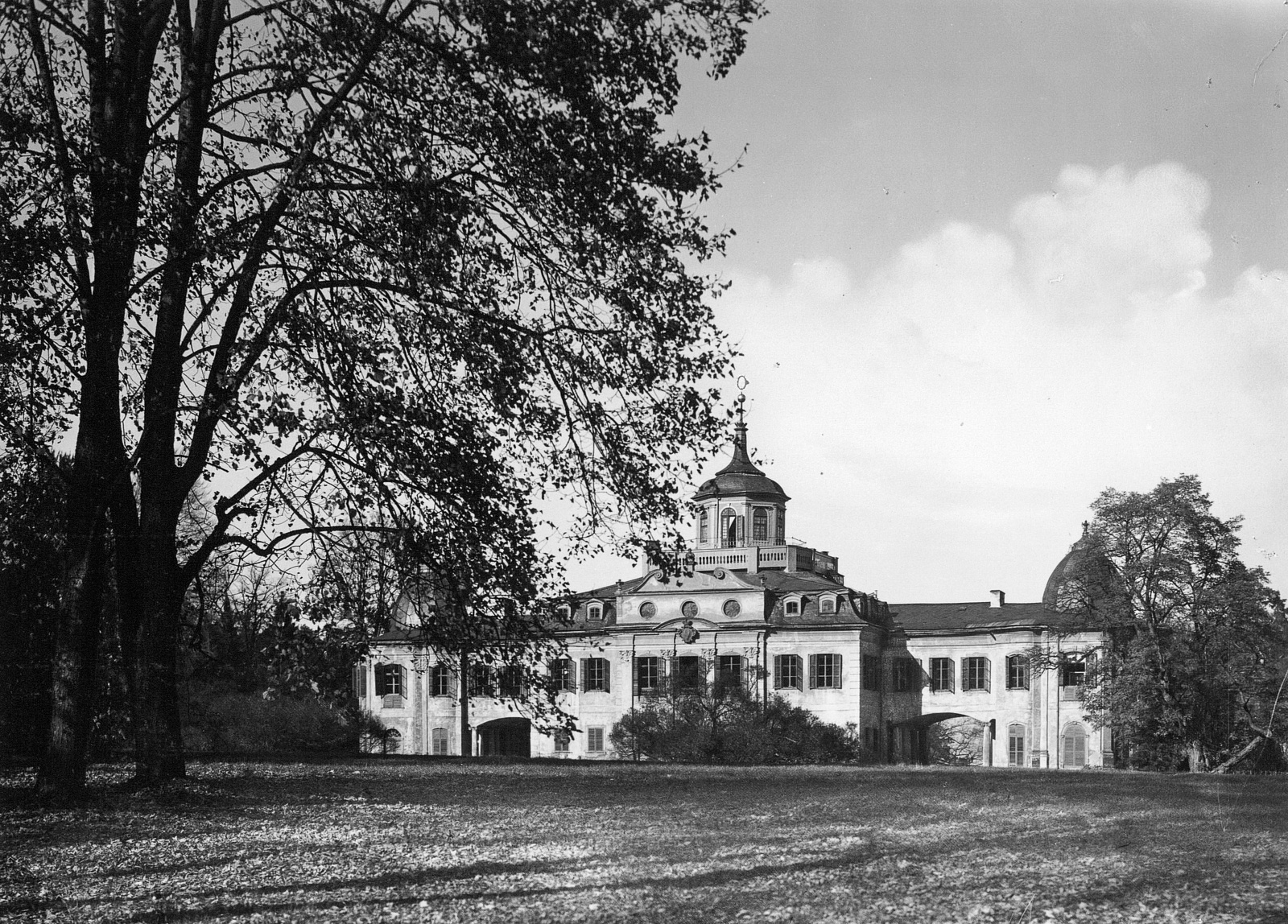
Das Schloss um 1920

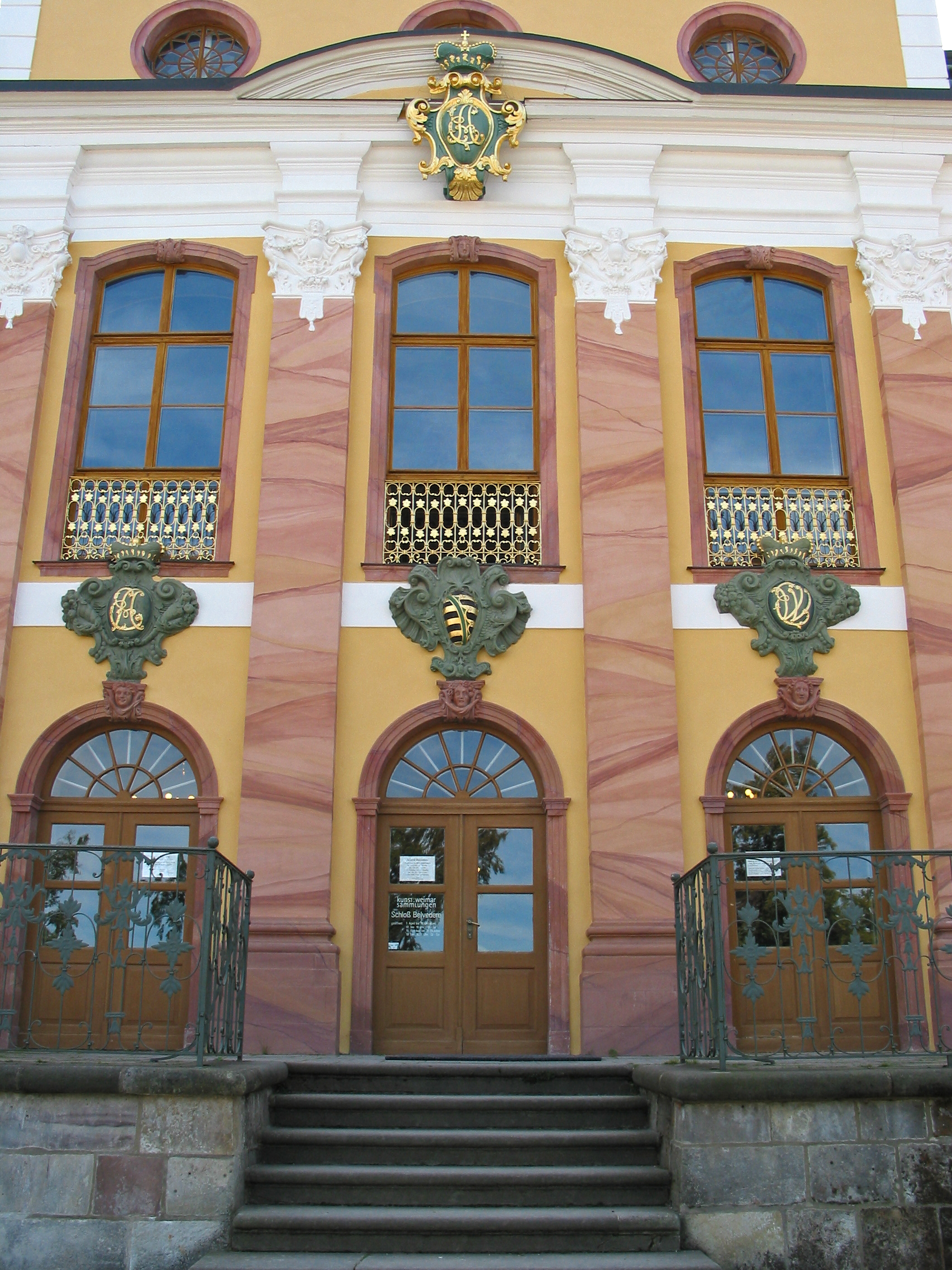
Eingang zum Rokoko-Museum

Die barocke Schlossanlage wurde 1724 bis 1748 von Gottfried Heinrich Krohne als Residenz für Herzog Ernst August I. von Sachsen-Weimar erbaut. Sie gehörte zu den bedeutendsten seiner rund zwanzig Jagd- und Lustschlösser. Als Vorbild diente das Schloss Belvedere in Wien. Der Grundriss des Schlosses ohne die umliegenden Gebäude hat sich erhalten.
Von 1756 bis zum Übergang des Eigentums an das Land Thüringen 1921 unterlag das Schloss Belvedere verschiedenen Nutzungen. Von 1806 bis 1853/1859 diente es dem weimarischen Fürstenhaus unter Erbgroßherzog Carl Friedrich und seiner Gemahlin Maria Pawlowna als repräsentative Sommerresidenz. Im Übergang vom 18. zum 19. Jahrhundert wurden Teile der Anlage an eine Privatschule verpachtet. Von 1796 bis 1801 war auf Schloss Belvedere ein Erziehungsinstitut für wohlhabende junge Engländer untergebracht, das von dem französischen Emigranten und Mitglied der Französischen Nationalversammlung Jean-Joseph Mounier geleitet wurde.
Goethe vollendete hier 1789 seinen Torquato Tasso. 1790 lag das Werk im Druck vor und erschien bei Georg Joachim Göschen.
Unter Großherzog Carl Alexander, der eher Ettersburg bevorzugte, wurde Belvedere immer mehr vernachlässigt. Nennenswerte gartengestalterische Veränderungen fanden in seiner Regierungszeit nicht mehr statt. Nahezu die einzige bauliche Veränderung war die Errichtung des Eishauses 1863. Die letzte Bewohnerin des Schlosses war die 1904 verstorbene Erbgroßherzogin Pauline von Sachsen-Weimar-Eisenach. Mit der Abdankung des Großherzogs Wilhelm Ernst 1918 und nach Abschluss eines Auseinandersetzungsvertrages zwischen Wilhelm Ernst und dem Gebiet Weimar ging der Park 1921 in das Eigentum des Landes Thüringen über, während die Liegenschaft Belvedere bereits 1919 verstaatlicht wurde. Im Jahre 1923 wurde im Schloss ein Museum eingerichtet.
Heute sind die Schlossgebäude nach umfangreichen Sanierungsarbeiten wieder für den Besucherverkehr geöffnet. Im eigentlichen Schloss wurde von den Kunstsammlungen zu Weimar ein Rokoko-Museum eingerichtet, dessen Ausstellung wichtige Gemälde und Porträts des 17., 18. und frühen 19. Jahrhunderts zeigt. Sammlungsschwerpunkte sind erlesene Gläser, Porzellane, Fayencen und Möbel. Die gesamte Schlossanlage einschließlich des Parks mit seinen vielen exotischen Gewächsen wurde 1998 als Teil des Ensembles „Klassisches Weimar“ von der UNESCO zum Weltkulturerbe erklärt. Es steht auf der Liste der Unesco-Denkmale in Weimar und der Liste der Kulturdenkmale in Ehringsdorf.
Die Kavaliershäuser werden heute zum überwiegenden Teil von der Hochschule für Musik „Franz Liszt“ als Übungs- und Lernräume für Sänger, Gitarristen und Akkordeonisten genutzt.

## Schlosspark Belvedere mit Orangerie

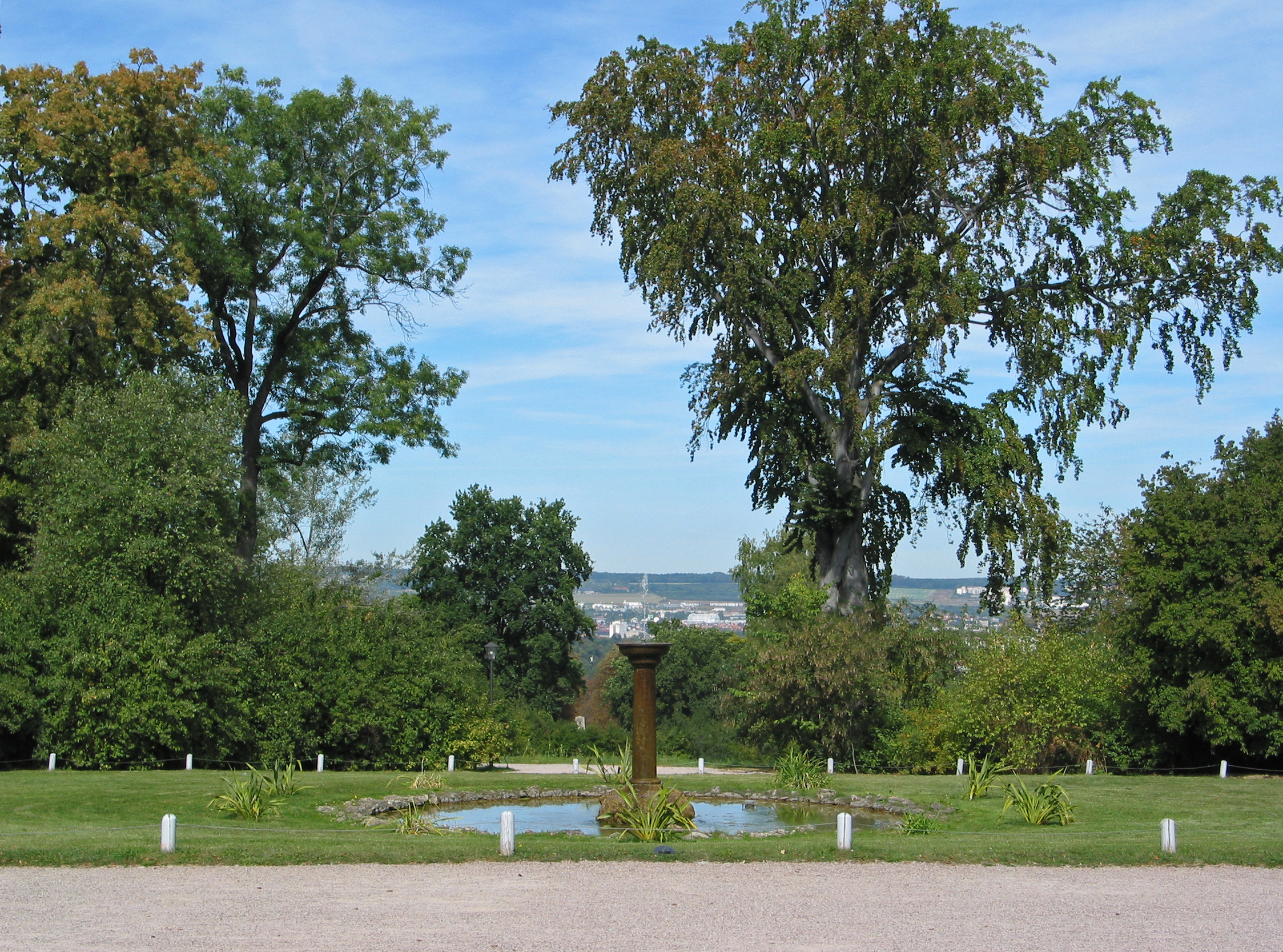
Vorplatz mit Schlossfontäne

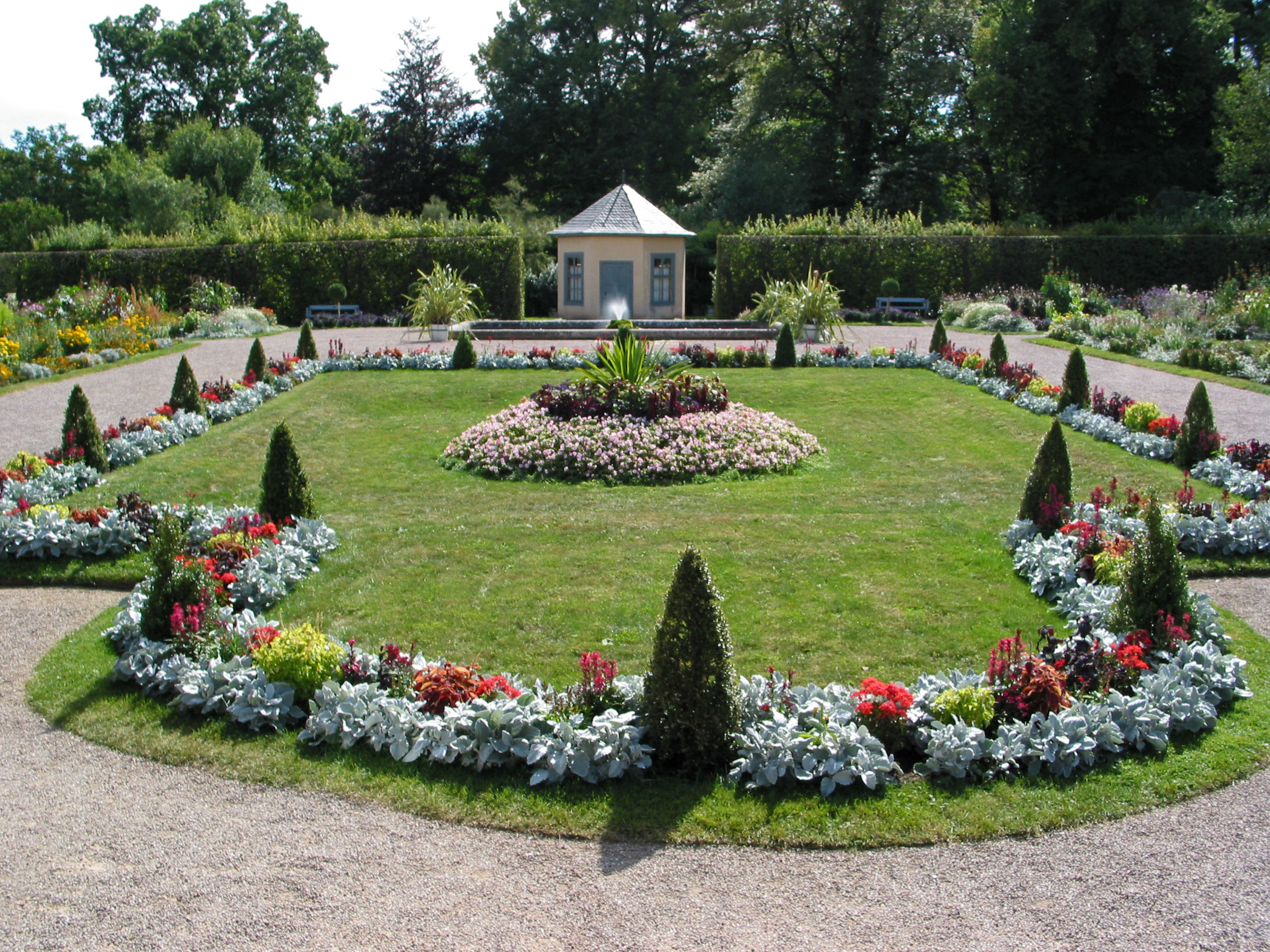
Blumengarten und Pavillon

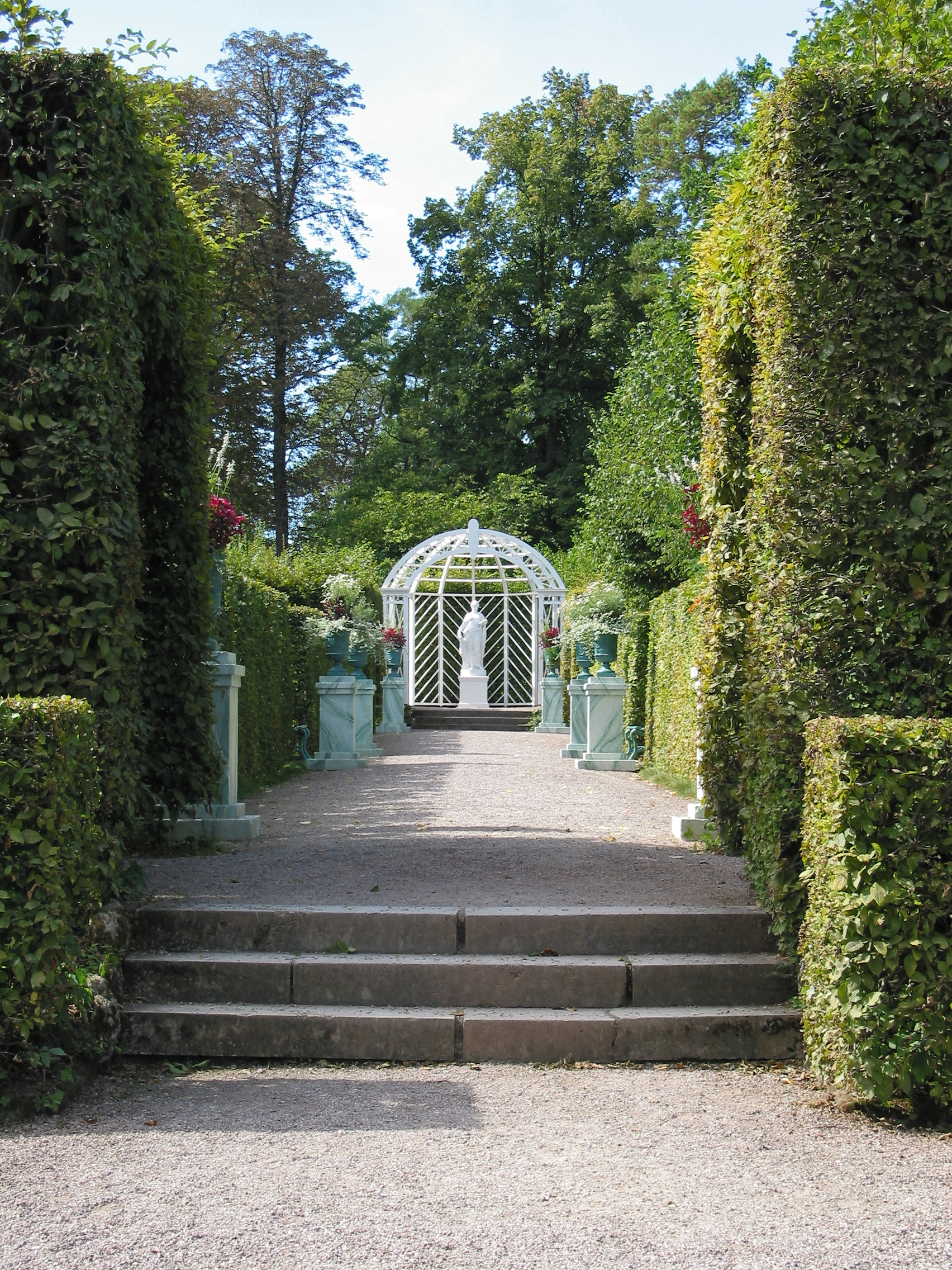
Der Russische Garten

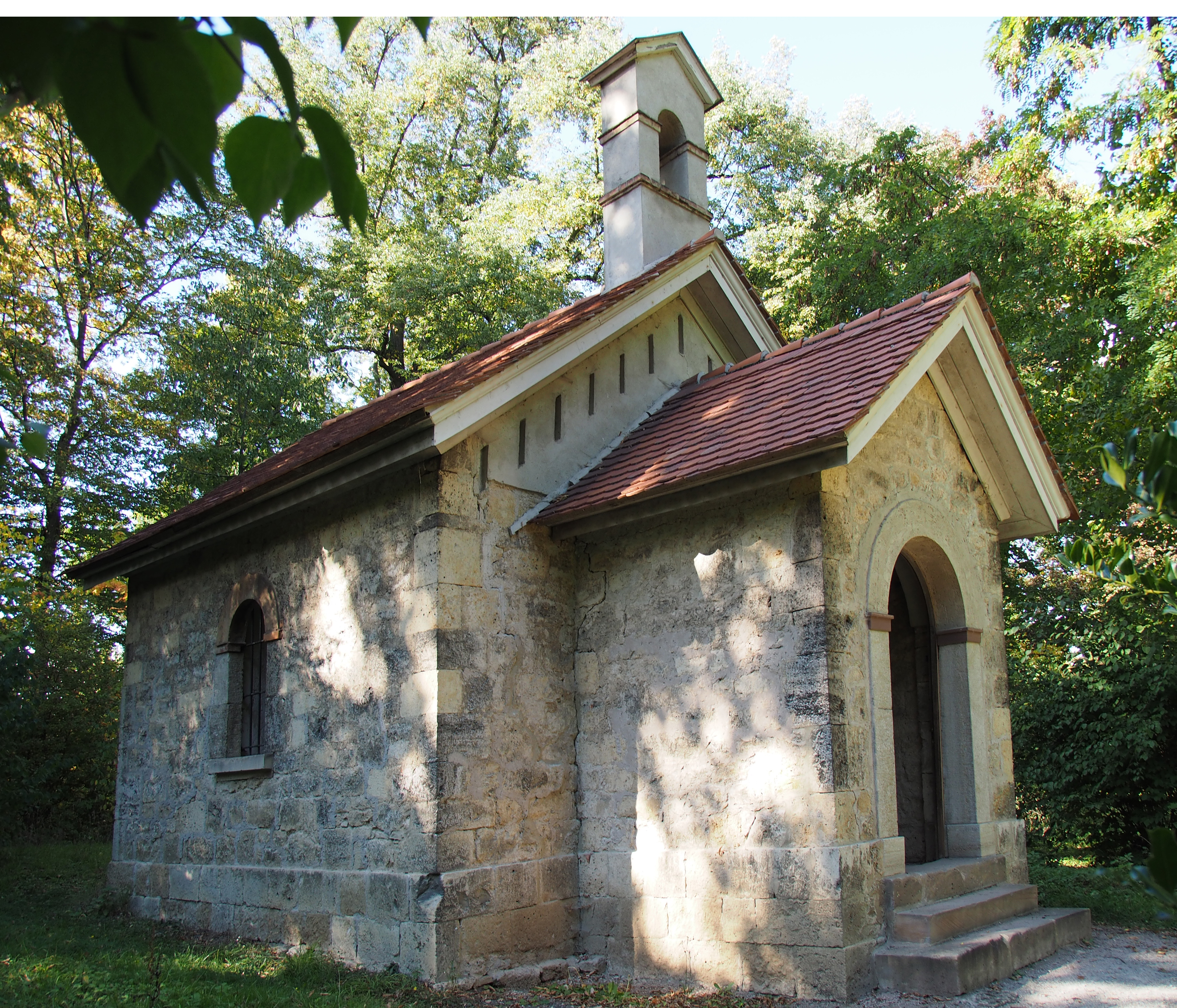
Eishaus (erbaut um 1863)

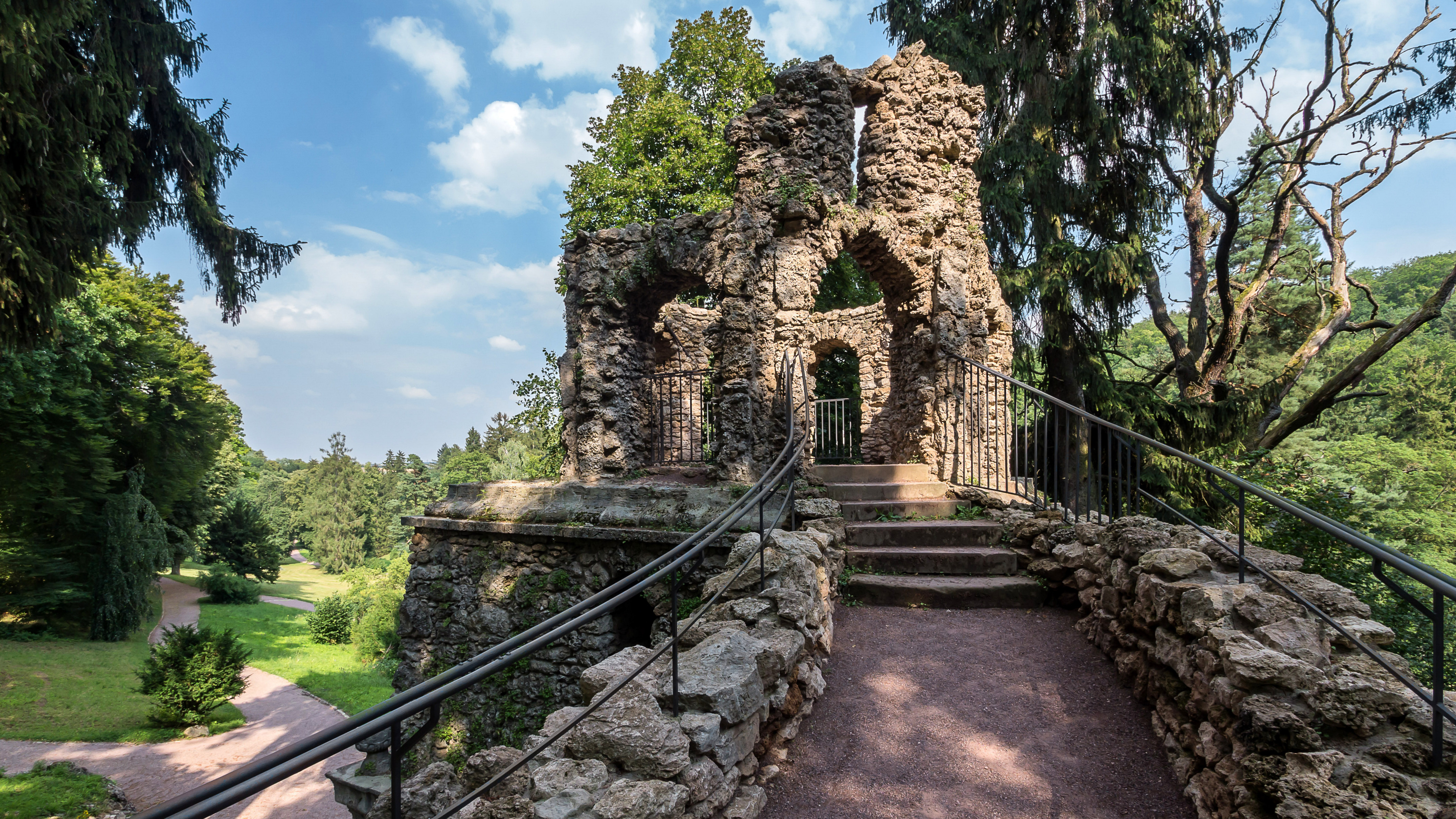
Große Grotte, erbaut um 1815

Der 43 ha große Schlosspark Belvedere wurde zu Zeiten Herzog Ernst Augusts I. in den Jahren 1728 bis 1748 ursprünglich als repräsentative, barocke Gartenanlage in strengem französischem Stil um das Schloss herum angelegt. Die Lindenallee ist ein Überbleibsel aus dieser Zeit.
Direkt hinter dem Schloss entstand ein sternförmiger Tiergarten und im östlichen Teil des Parks wurde eine Orangerie errichtet. Die 1731 begonnenen Gebäude der Orangerie wurden in ihrer ersten barocken Fassung, nach den Entwürfen des Landbaumeisters Johann Adolph Richter, um 1750 fertiggestellt. In diesem Bereich befindet sich auch das Gärtnerhaus. 1760 folgte das Lange Haus. 1808 wurde das Ensemble der Orangerie um das Neue Haus erweitert. Carl Friedrich Christian Steiner entwarf dieses.
Nach 1758 setzte eine allmähliche Auflösung der symmetrischen Gartenstruktur ein. So ließ man unter anderem die das Schloss umgebenden Kabinettsgärten entfernen, und auch einige Baulichkeiten verschwanden. Ab 1811 erfolgte unter Erbgroßherzog Carl Friedrich die Umgestaltung im Sinne eines englischen Landschaftsparkes mit zahlreichen Architekturen und Schmuckplätzen im Hangbereich. Für seine Gemahlin, die Zarentochter Maria Pawlowna, ließ Carl Friedrich 1811 bis 1815 den regelmäßig gestalteten Russischen Garten anlegen, an den 1823 ein kleines Heckentheater und 1843 der Irrgarten angefügt wurden, der sich an den Laubengang anschließt. Der russische Garten ist eine Miniaturnachbildung des Höchsteigenen Gartens an der Sommerresidenz der Zaren in Pawlowsk. In ihm steht auch ein nach der Schwester der Großherzogin, Anna Pawlowna, benannter Blauglockenbaum.
Die Umfassungsmauer des Schlossparks wurde 1844/1845 endgültig entfernt, was den Übergang in den angrenzenden Wald ermöglichte. Zu erwähnen sind hier als Gestaltungselement u. a. die vier Jahreszeiten und die Flora-Laube. Ein weiterer Teil ist der sog. Amor-Garten. Bei dem Amor als Nachtigallenfütterer handelt es sich um eine im Original von Martin Gottlieb Klauer geschaffene Skulptur in Tiefurt.
Ein weiterer Garten, der Blumengarten oder der Neuholländergarten mit Pavillon, ist der neuere Orangeriegarten. Er wurde zeitweilig auch als Botanischer Garten bezeichnet. Er wurde unter Carl August angelegt und diente dem botanischen Studium. Neuholländergarten wurde er genannt, weil viele der Gewächse aus Australien kamen, was auch unter der Bezeichnung Neuholland bekannt war. Die Bestände flossen in den Hortus Belvedereanus ein.
Die Orangerie, die ursprünglich nur der Repräsentation dienen sollte, erreichte mit ihren Belvederer Pflanzensammlungen um 1820 als Hortus Belvedereanus Berühmtheit. Durch August Wilhelm Dennstedt wurde 1820 unter Mitwirkung des Hofgärtners Johann Christian Sckell auch die erste Lieferung eines Pflanzenverzeichnisses realisiert, die bei Friedrich Justin Bertuch erschien. Johann Wolfgang von Goethe und Großherzog Carl August weilten in jener Zeit oft zu naturwissenschaftlichen Studien und botanischen Versuchen in den Belvederer Gewächshäusern. Zur Ausstattung der Orangeriegebäude gehören nicht nur Heizungsanlagen, sondern auch Brunnen im sog. Langen Haus.
In den Jahren 1818–1821 wurde der sogenannte Rote Turm neben dem Neuen Haus am Blumengarten errichtet, der eine Ausmalung von Adam Friedrich Oeser erhielt (heute wieder rekonstruiert) und als botanisches Kabinett genutzt wurde. Außerdem diente der Turm als Teehaus.
Bis Mitte des 19. Jahrhunderts war die Ausformung der Parkanlagen, die seit 1842 nach den Vorschlägen von Fürst Pückler-Muskau erfolgte, in ihrer heutigen Form eines nachklassisch-romantischen Landschaftsparks mit Schmuckplätzen, Wasser- und Grottenanlagen, sentimentalen Denkmalen und Ruinenarchitekturen, abgeschlossen. An den Gebäudeensembles ist die Barockanlage noch ablesbar. So befinden sich in diesem Teil u. a. der sog. Viergelehrtenplatz mit den Kopien der Porträts von Goethe, Schiller, Wieland und Herder, die im Original von Martin Gottlieb Klauer bzw. im Falle der Schillers von Ludwig Klauer geschaffen wurden, das Rosenberceau mit einer zentralen Muschelbrunnenfontäne, die große und Schlossfontäne, der Bohrstockplatz mit dem Bohrstockschuppen, die Rosenlaube mit den Bildnissen von Herzog Carl August und Herzogin Luise, die Flora-Statue mit Pflanzenstellage, Die achteckige Mooshütte mit Sitzbänken. mit dem Moosbassin und Sprühfontäne und die Große Grotte.
Außer der Großen Grotte, die 1824 noch die Bezeichnung Voliere trug, gibt es bei der großen Fontäne eine Kleine Grotte In der Nähe befindet sich auch ein kleiner Wasserfall. Mit dem Eishaus mit Blumenkorb und Steinbank entstand um 1863 in diesem Bereich die letzte architektonisch sichtbare Änderung im Park überhaupt. Es befindet sich unweit vom Schirmteich, den 1780 Herzogin Anna Amalia anliegen ließ. Einige der geplanten Änderungen finden sich einem Entwurf von Julius Hartwig in der Herzogin-Anna-Amalia-Bibliothek unter der Signatur: Kt 100 Weimar 133 E Ms.
Im Zweiten Weltkrieg blieb das Schloss weitgehend verschont. 1945 richtete die Rote Armee ihre Kommandantur im Schloss ein. 1946 erfolgte im Bereich zwischen Belvederer Allee und dem Schlossgebäude die Anlage eines zentralen Sowjetischen Friedhofes für die Besatzungsmacht in Thüringen. 1937/1938 war er als Ehrenfriedhof für die Nationalsozialisten von Fritz Sauckel angelegt worden. Nach Kriegsende wurden die wenigen Bestatteten auf den Weimarer Hauptfriedhof umgebettet. Von 1946 bis 1975 fanden hier weit über 2.000 Beisetzungen von sowjetischen Militär- und Zivilpersonen statt.
Im Jahr 1998 fanden im Schlosspark hinter dem Schloss zum Kunstfest Weimar Freiluftkonzerte u. a. mit Van Morrison, Olodum und Les Tambours De Brazza statt.
Im Jahre 2004 wurde eine umfassende Restaurierung der Gärten weitgehend abgeschlossen. Die Orangerie nebst Gärtnerhaus beherbergt heute immer noch exotische Pflanzen, die, im Sommer ins Freie gestellt, für ein mediterranes Flair der gesamten Anlage sorgen. Eine historische Kanalheizung sorgt im Winter für die richtigen Temperaturen. Ein Teil des Gebäudekomplexes diente bis 2000 als Ausstellungsraum für Kutschen, Jagdwagen und Reisecoupés des 18. und 19. Jahrhunderts aus dem ehemaligen großherzoglichen Fuhrpark. Das Kutschenmuseum befindet sich im Schloss zu Auerstedt.
In der Talsohle des Parks vorm Possenbach befindet sich der ehemalige Küchgarten, besser eine Apfelbaumreihe. Dort ist eine kleine Apfelplantage. Zum Park hin ist der Küchgarten terrassiert angelegt. Dieser etwas abseits gelegene Bereich ist zugleich der einzige, wo die alte Begrenzungsmauer stehengeblieben ist.
In einem landschaftsarchitektonisch  in das Gelände eingefügten Neubau nördlich der historischen Schlossanlage befindet sich heute das Musikgymnasium Schloss Belvedere.

Orangerie Schloss Belvedere
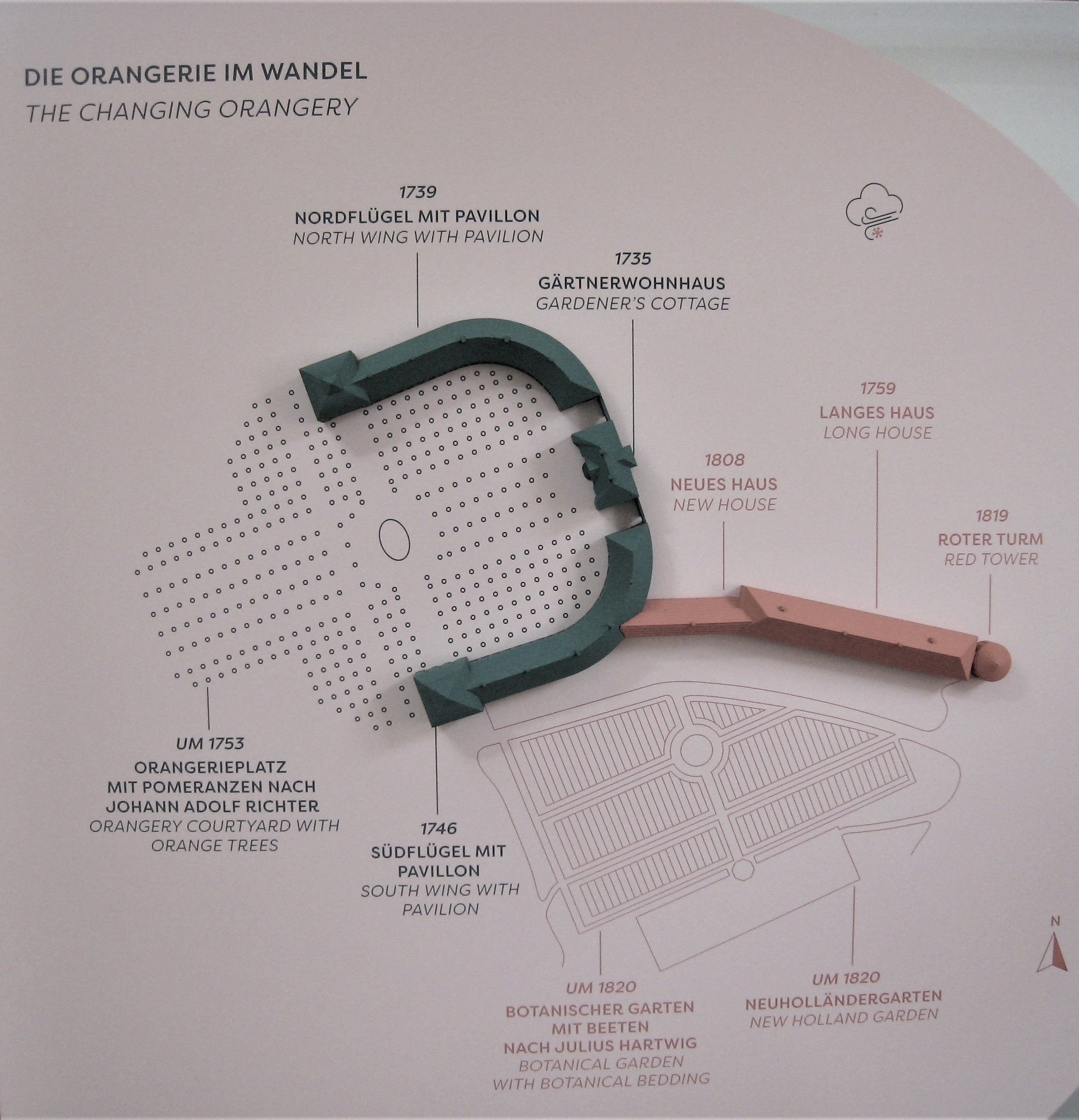
Übersichtsplan der Orangerie mit Bauphasen
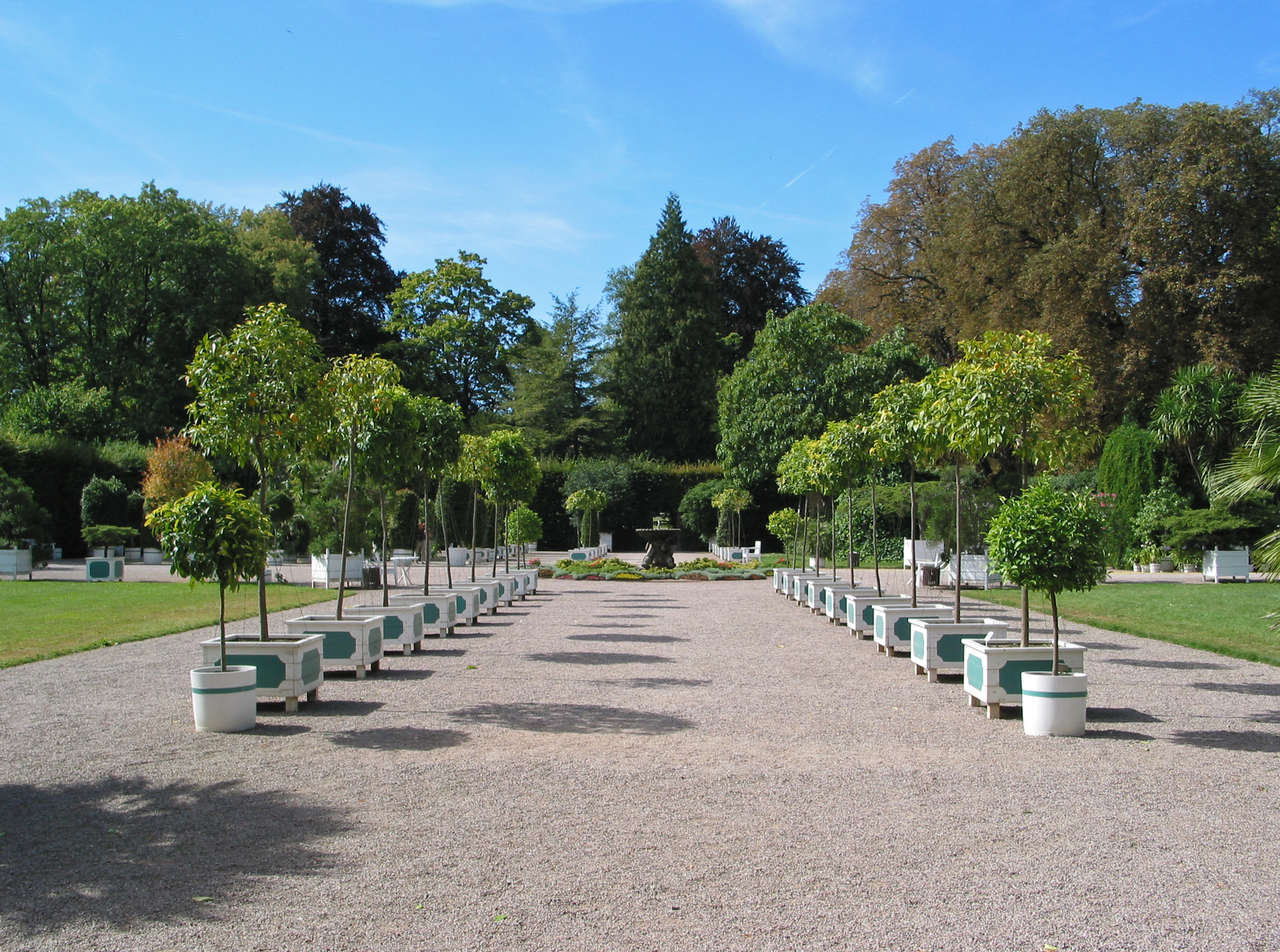
Orangeriehof mit Baumreihen
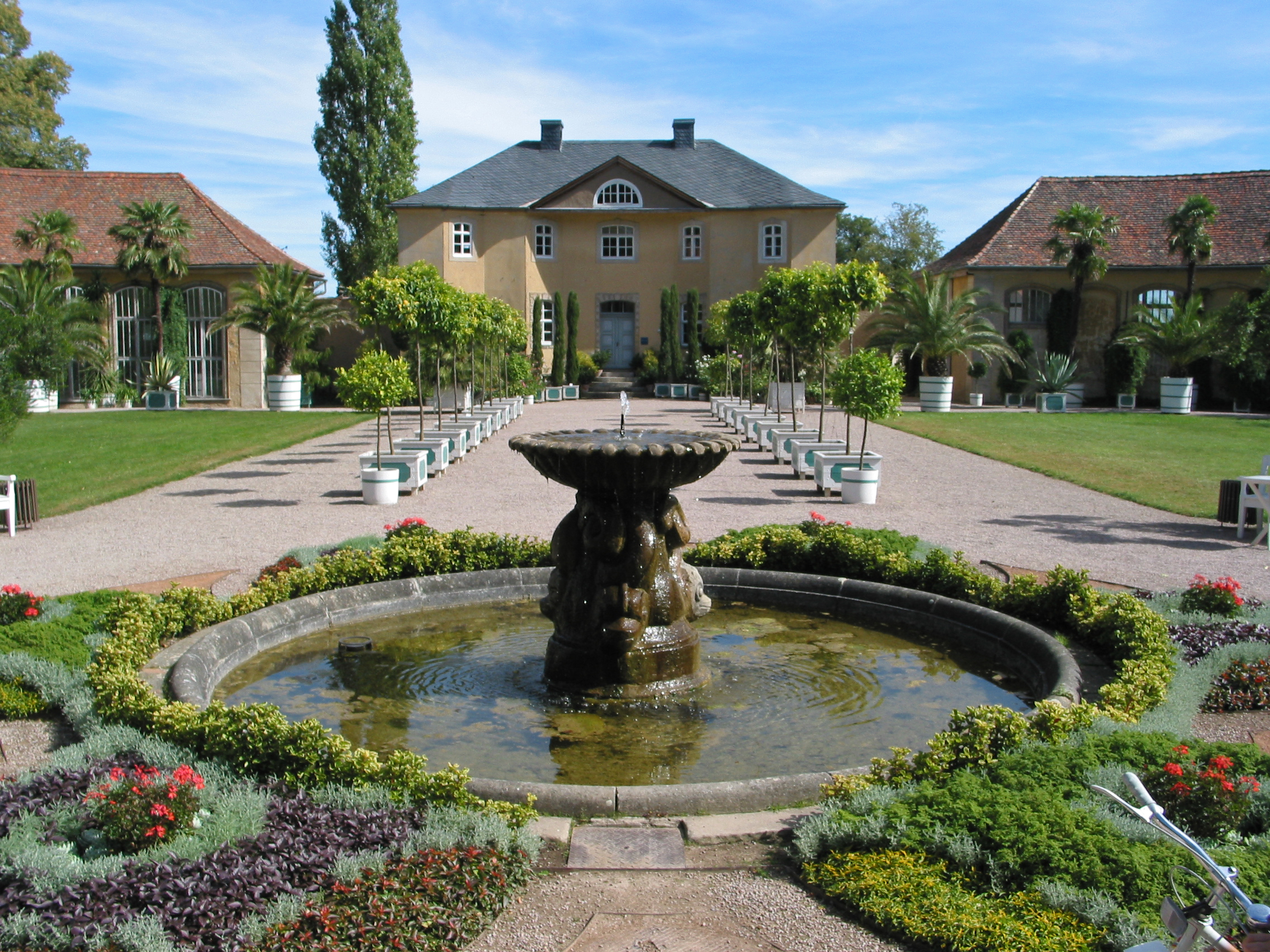
Delphinbrunnen vor Orangerie und dem Gärtnerhaus
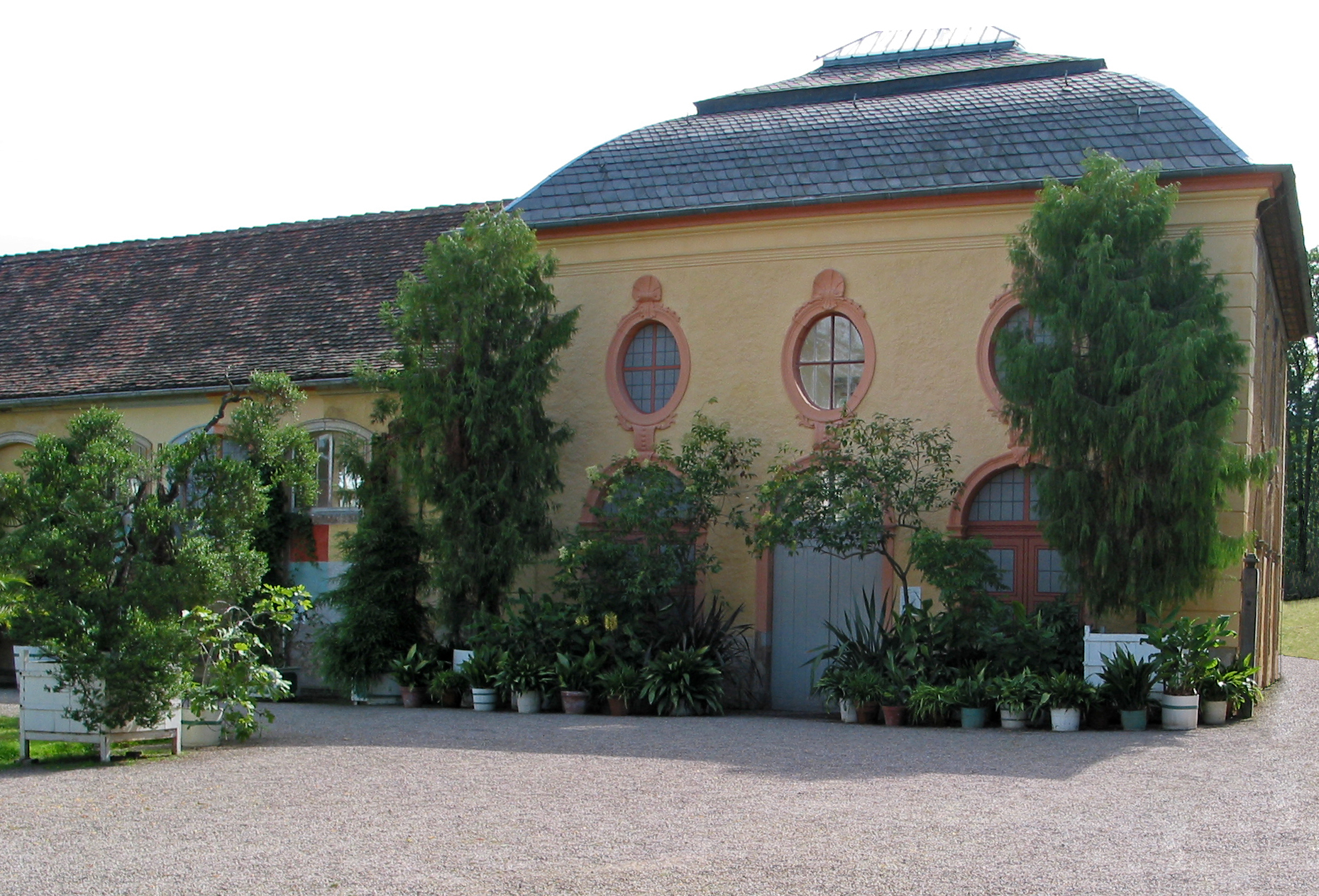
Südflügel der Orangerie
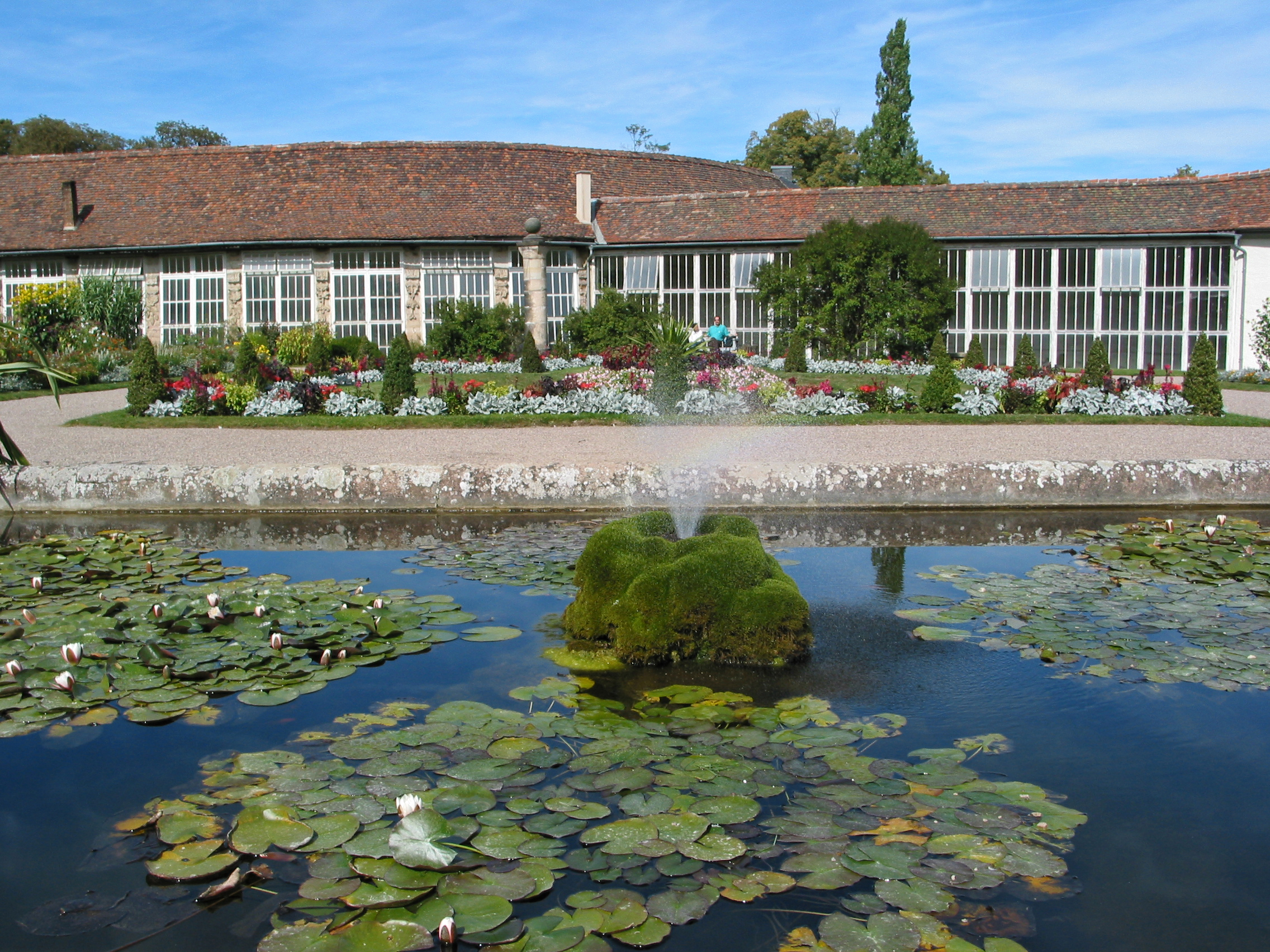
Brunnen vor der Orangerie und dem Langen Haus
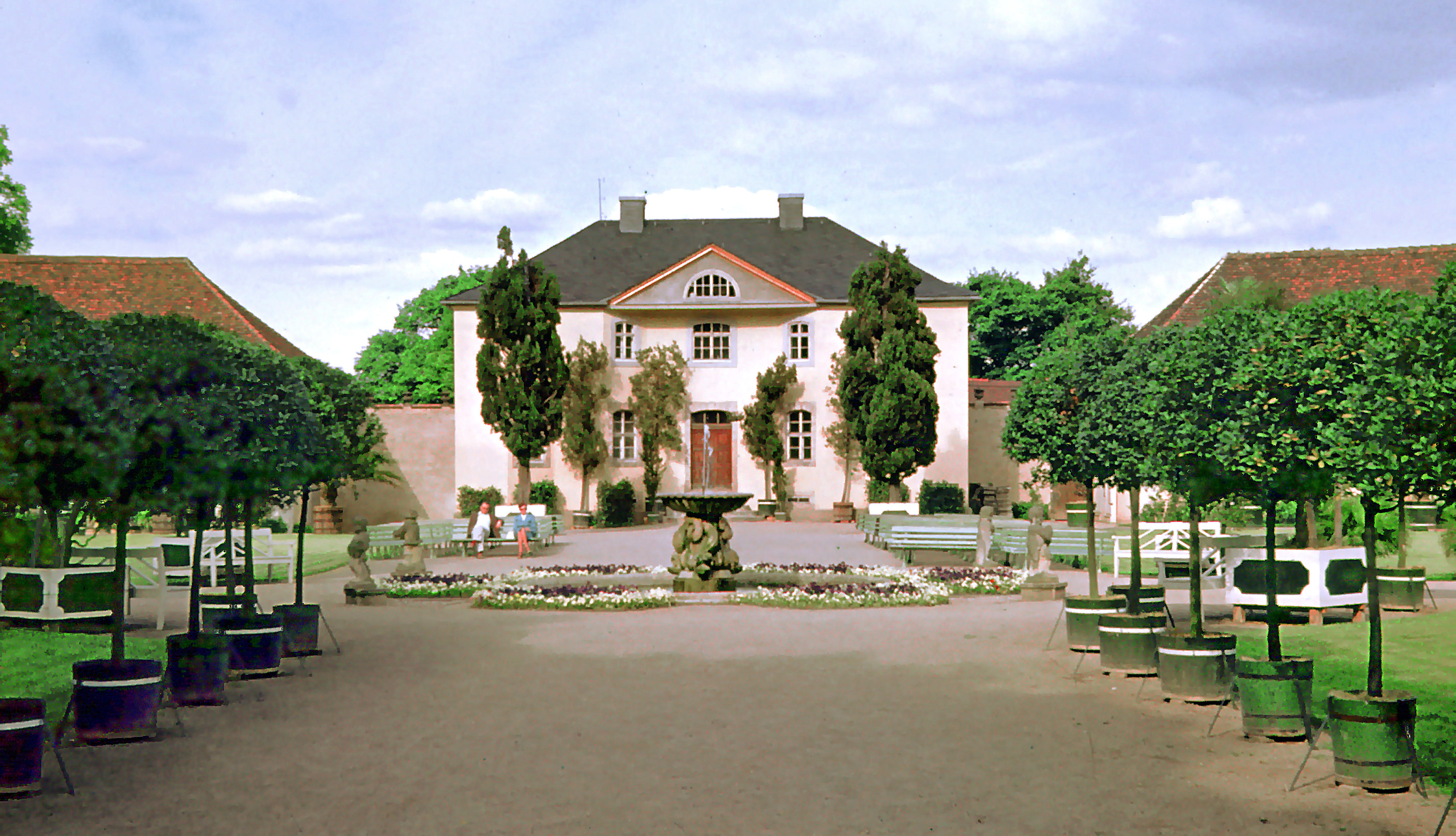
Gärtnerhaus

Obstgarten im Park von Belvedere
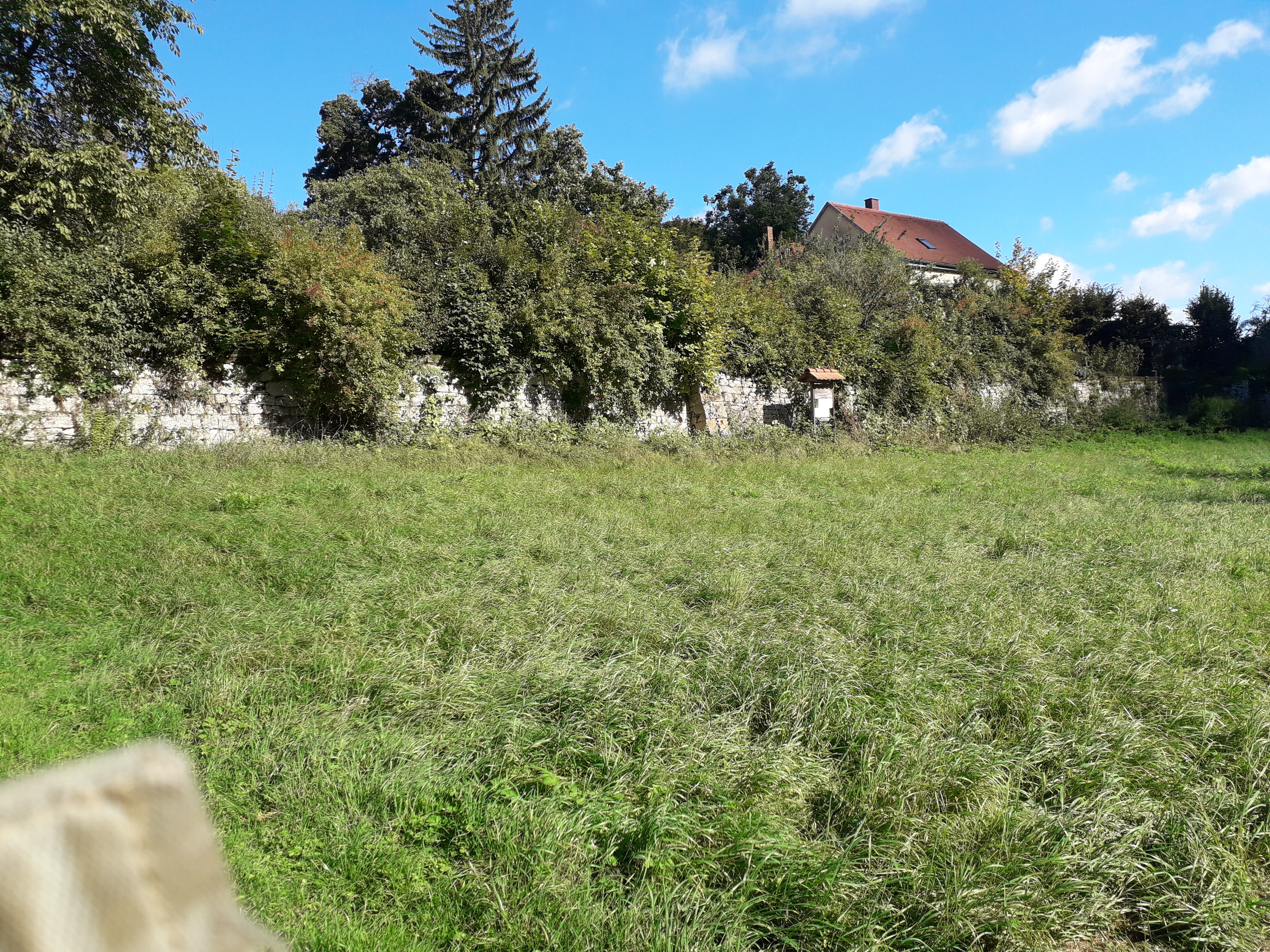
Trockenmauer im Obstgarten von Belvedere
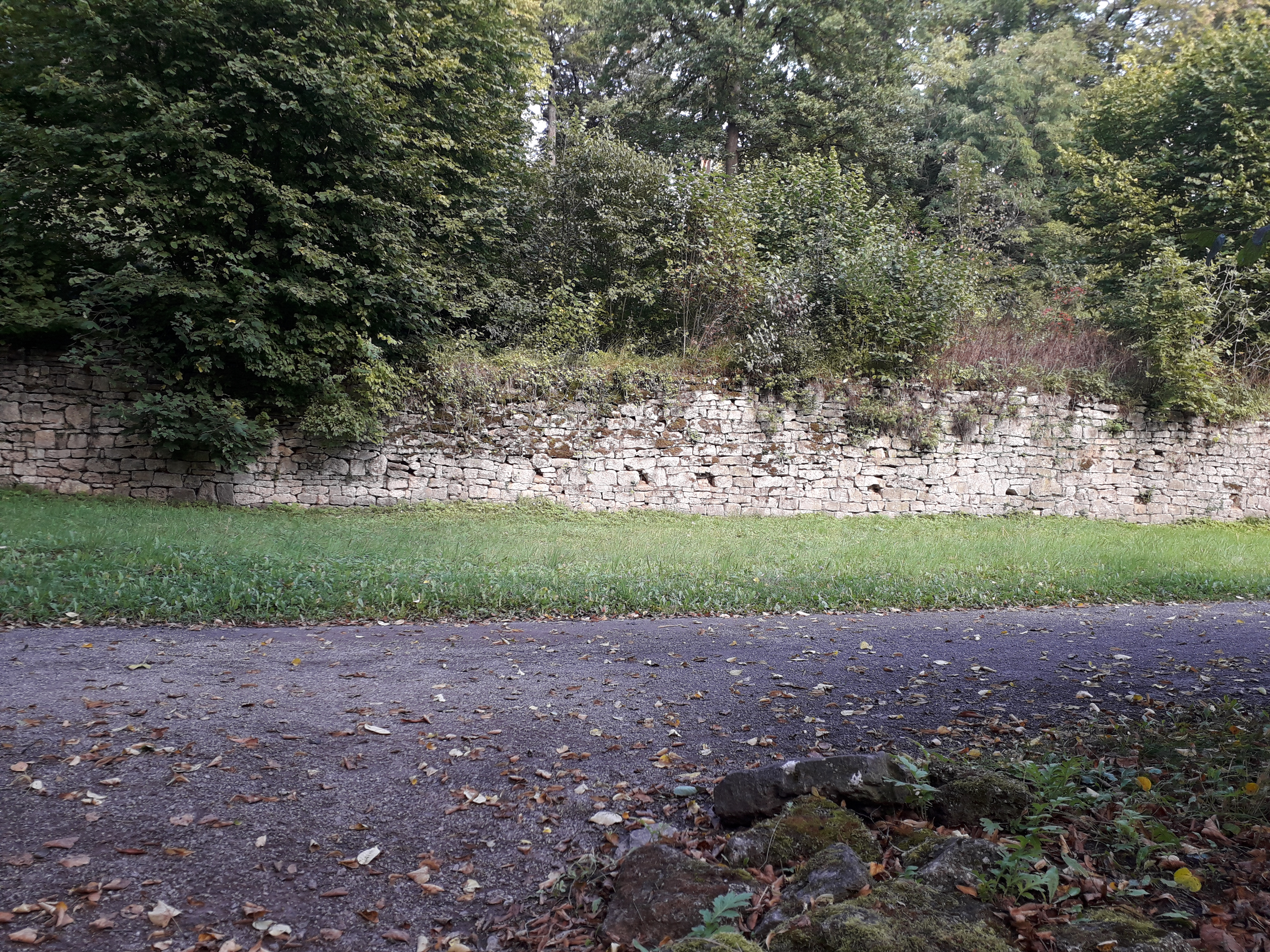
Trockenmauer Obstgarten von Belvedere mit einem Stück Rasen und angelegtem Wegstück
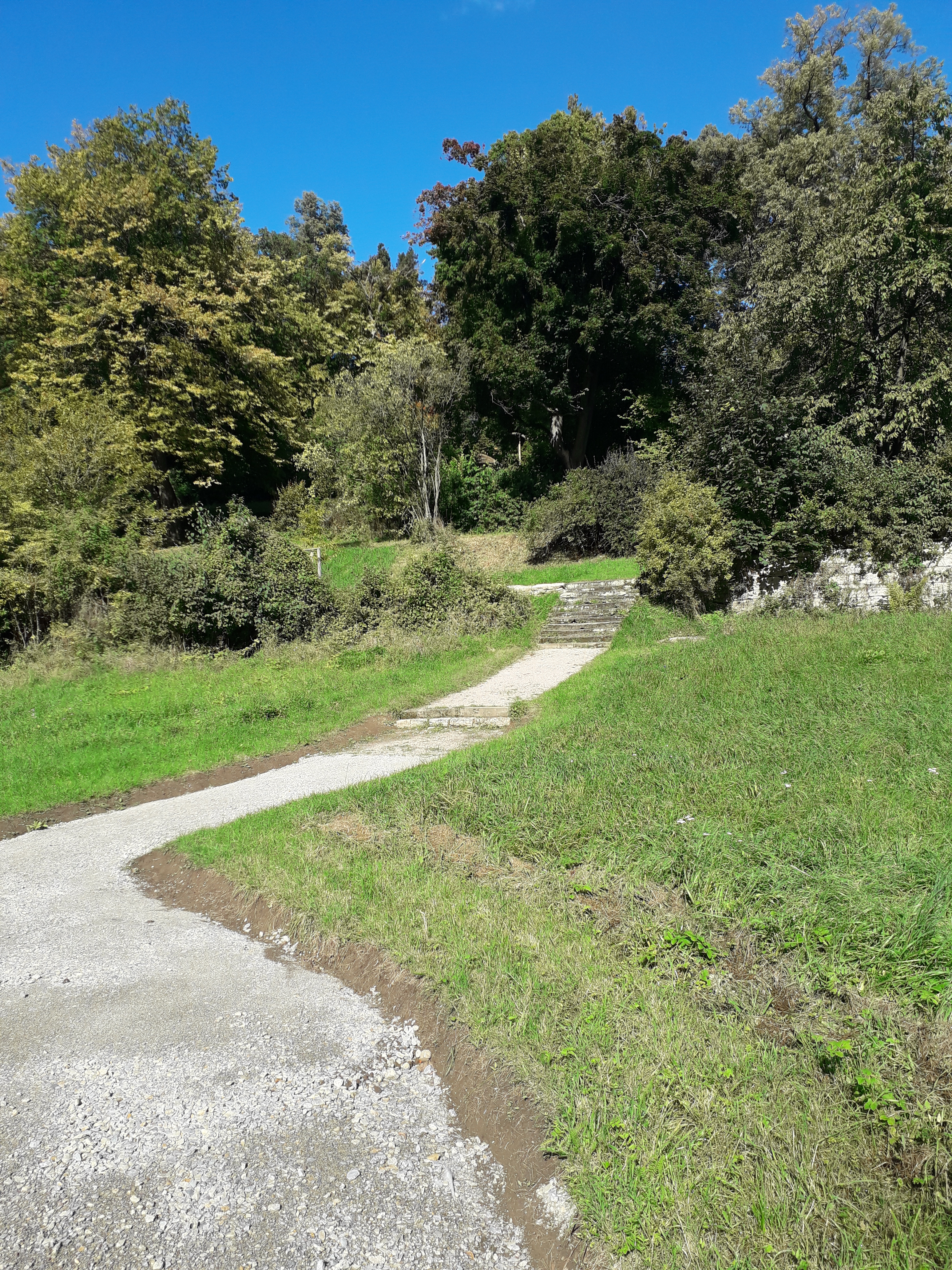
Treppe zu dem Obstgarten in Belvedere

## Forst Belvedere
Jenseits des Possenbachs setzt die Schlossparkgestaltung fort, bevor das Gelände allmählich in den Belvederer Forst übergeht. In der Regierungszeit von Großherzog Carl Alexander wurde der Park mit dem Belvederer Forst verschmolzen. In diesem Waldgebiet mit seinen geschlängelten Wegen befinden sich u. a. ein Obelisk, der nach Süden hin die Grenze zwischen dem jenseits des Possenbachs befindlichen Teils des Parks und dem Belvederer Forst darstellt, die Reste der Riesengrotte, der Schneckenberg, der Hainturm und die Pfeifferquelle. Die wurden ebenfalls in die Parkgestaltung einbezogen, ohne wie die Riesengrotte, der Schneckenberg und der Obelisk Teil des Parks zu sein. Dieses Waldstück wurde auch Pfeiffersruhe genannt.
An drei Stellen kann der Possenbach überquert werden. Dort, wo sich der Hainturm befindet, heißt das Waldstück Hainholz. Die Pfeifferquelle und der Hainturm liegen im Bereich des Belvederer Forsts und außerhalb des Belvederer Parks.
Südlich des Belvederer Forsts verläuft die Bundesautobahn 4. Dort befindet sich der Rastplatz Habichtsfang.
siehe auch: Jahnholz

Schlosspark jenseits des Possenbachs und Belvederer Forst
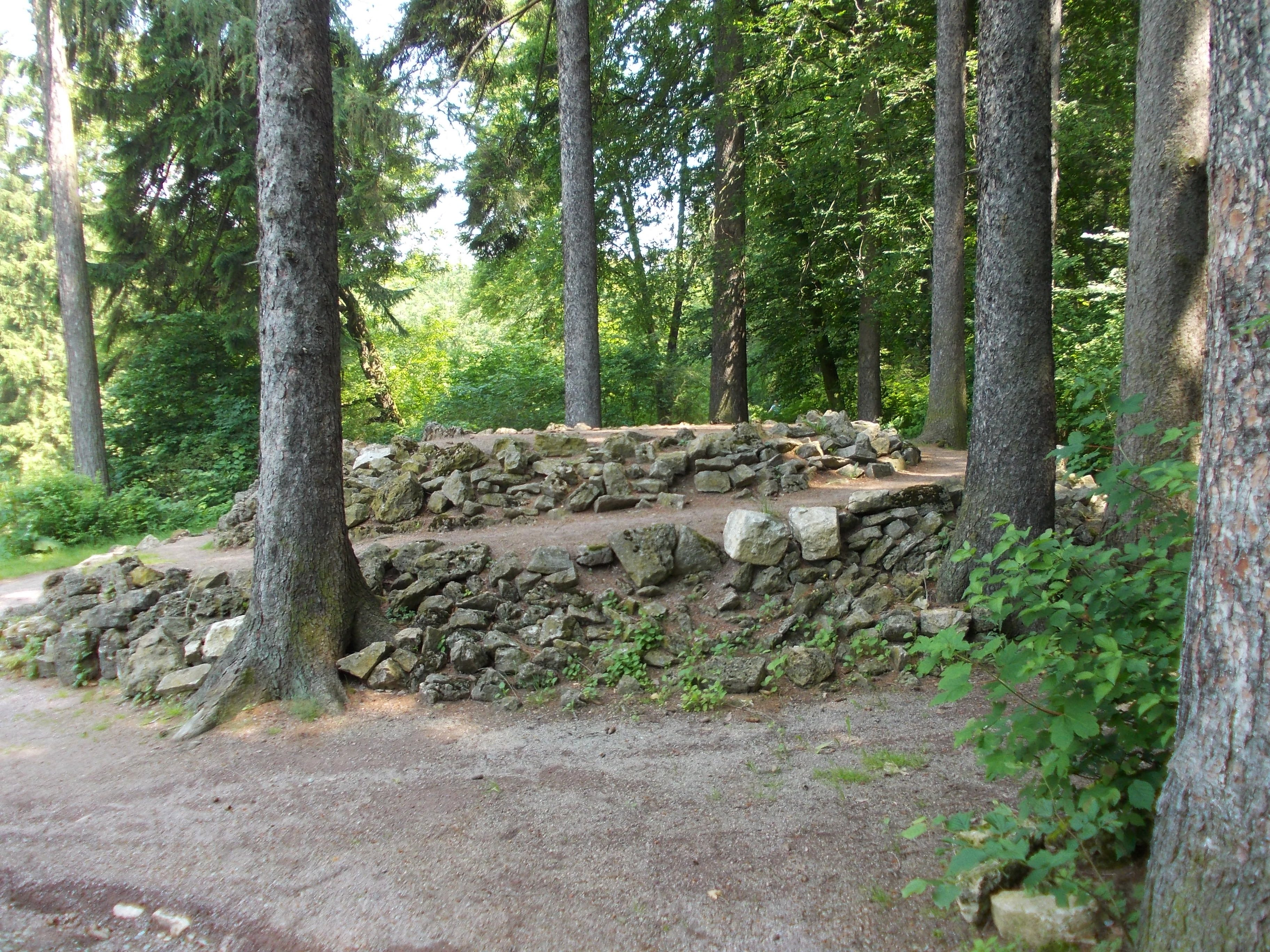
Schneckenberg
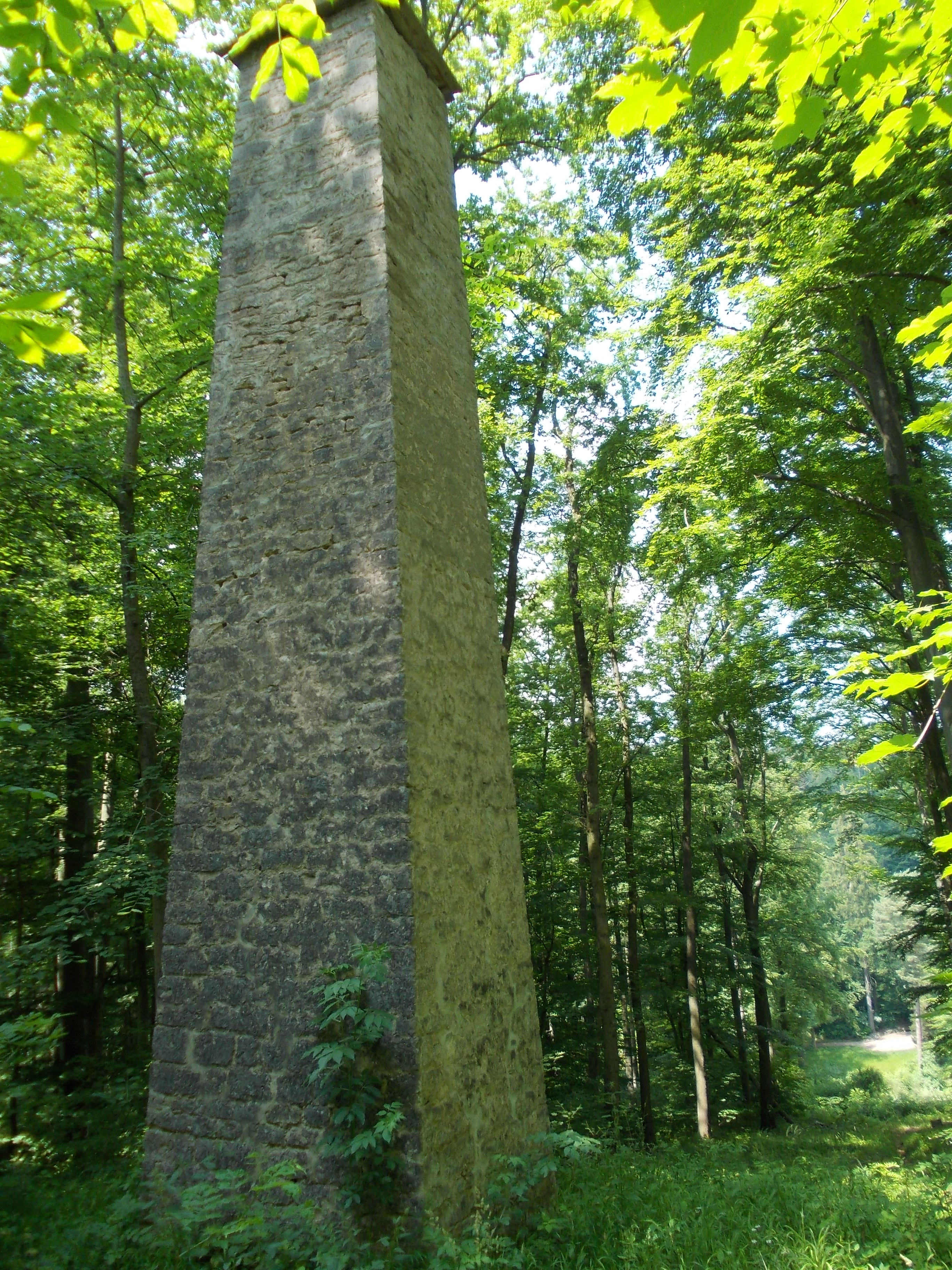
Obelisk
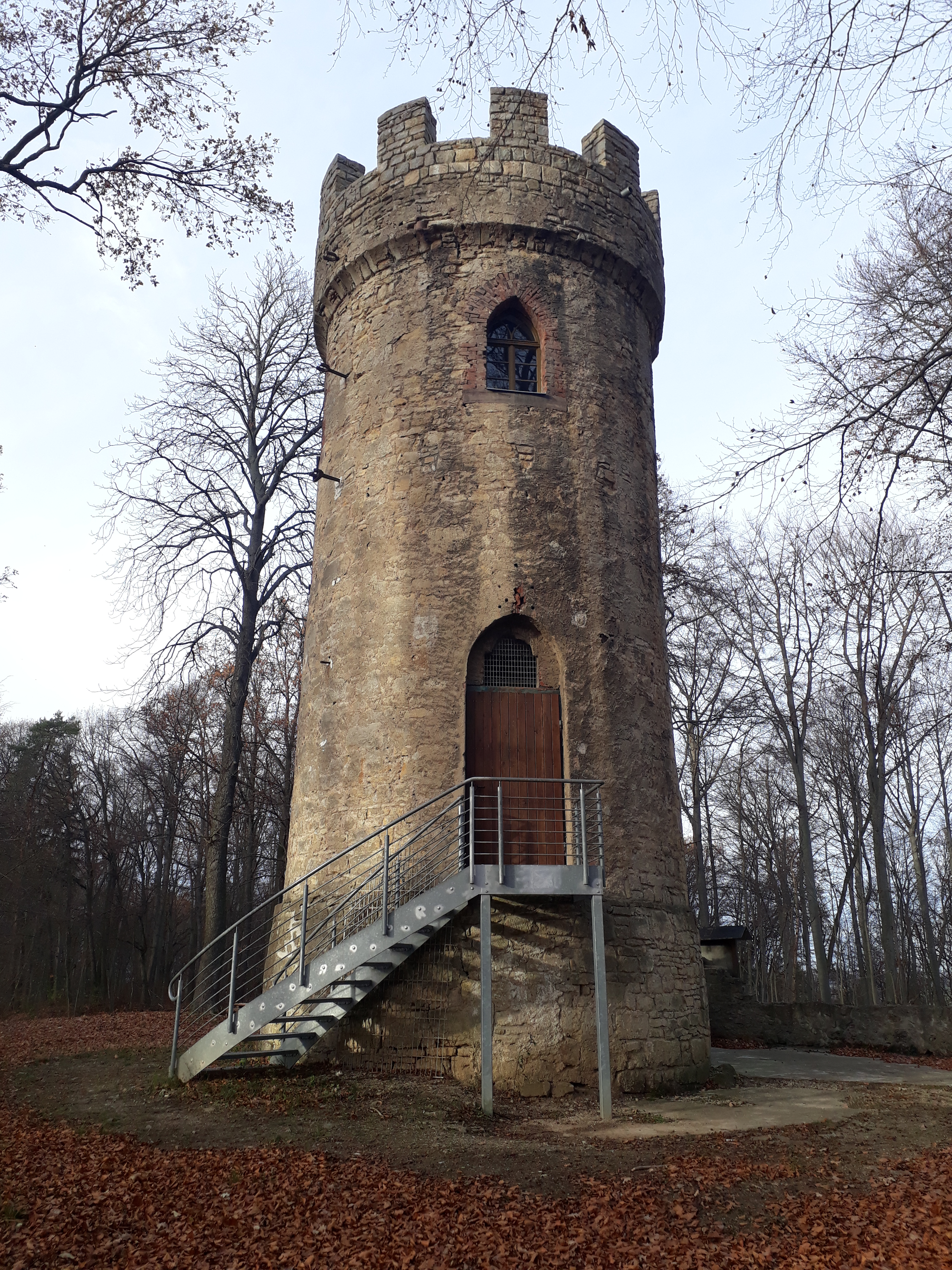
Hainturm
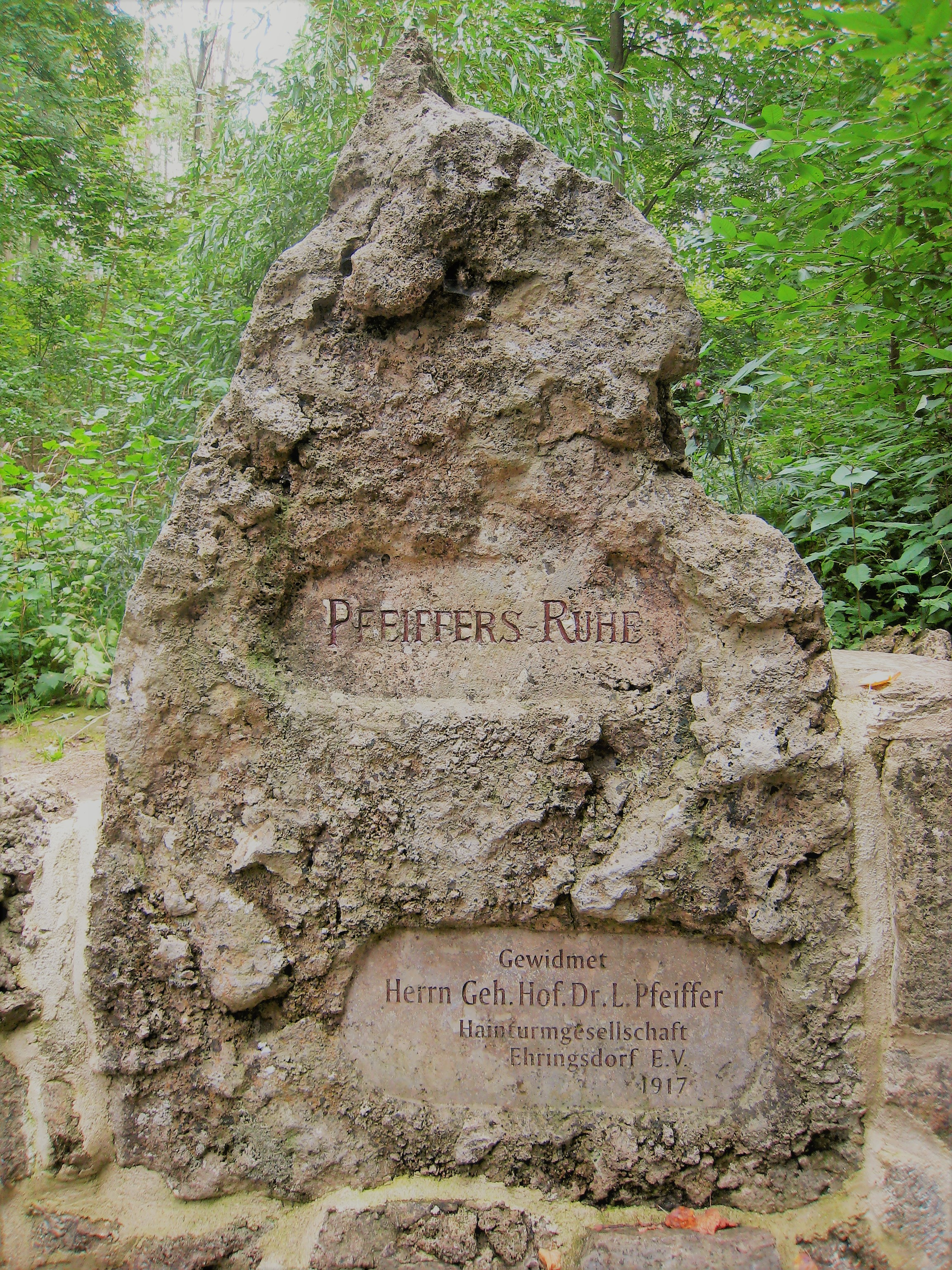
Pfeifferquelle
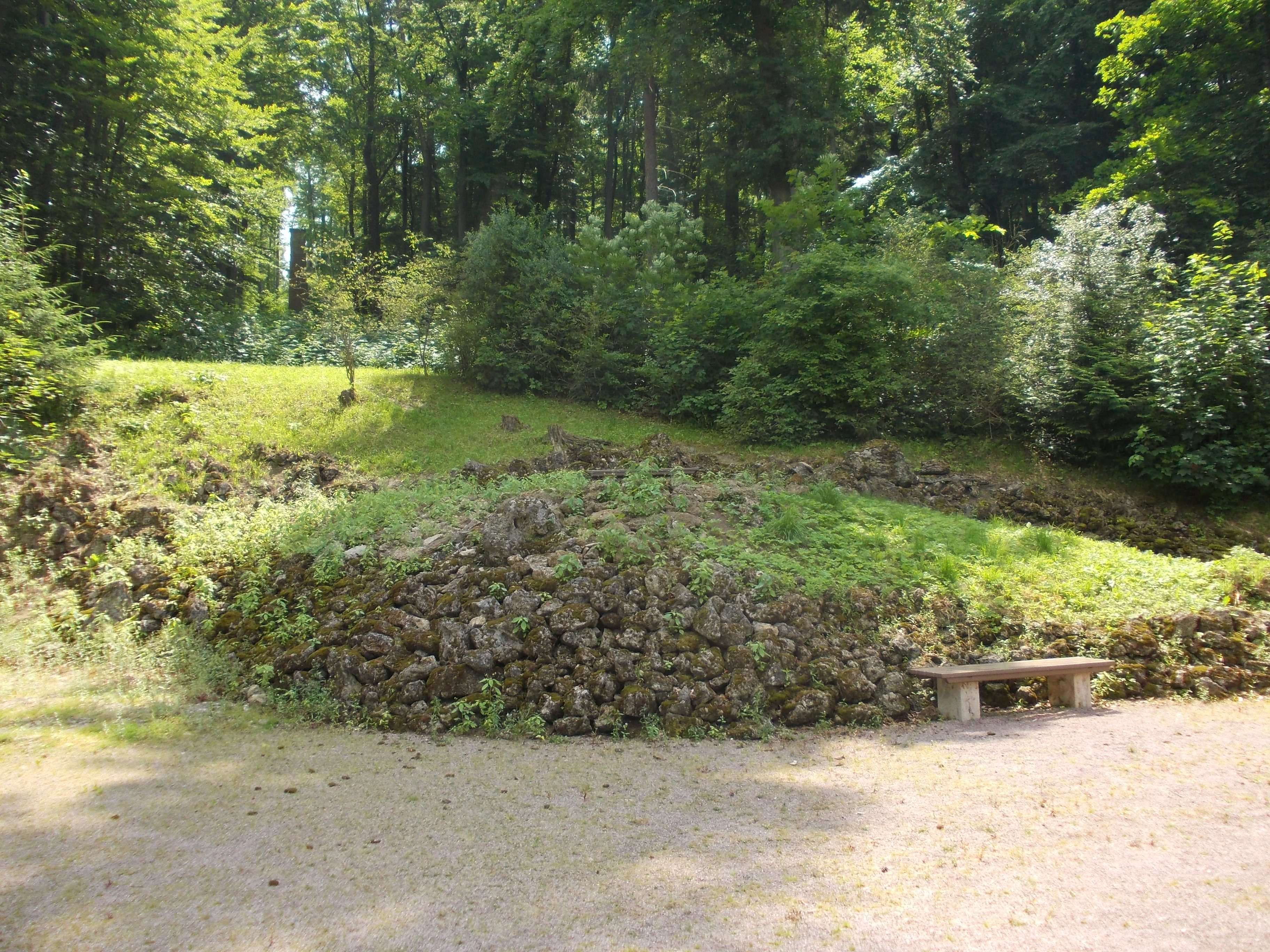
Reste der Riesengrotte